# Liste der olympischen Medaillengewinner aus Japan
Die Liste der olympischen Medaillengewinner aus Japan listet alle Sportler aus Japan auf, die bei Olympischen Spielen eine Medaille gewinnen konnten. Seit 1912 nimmt das Land an Olympischen Sommerspielen teil, bei den Olympischen Winterspielen trat es zum ersten Mal 1928 an.

## Medaillenbilanz
Die folgende Übersicht enthält die japanischen Sportler, die ab 1920 insgesamt 618 olympische Medaillen erringen konnten (189 × Gold, 162 × Silber und 191 × Bronze).
| Japan bei den Olympischen Sommerspielen                                                | Japan bei den Olympischen Sommerspielen | Japan bei den Olympischen Sommerspielen | Japan bei den Olympischen Sommerspielen | Japan bei den Olympischen Sommerspielen | Japan bei den Olympischen Sommerspielen |      | Japan bei den Olympischen Winterspielen | Japan bei den Olympischen Winterspielen | Japan bei den Olympischen Winterspielen | Japan bei den Olympischen Winterspielen | Japan bei den Olympischen Winterspielen | Japan bei den Olympischen Winterspielen |
| Jahr                                                                                   | Gold                                    | Silber                                  | Bronze                                  | Gesamt                                  | Rang                                    | Jahr | Gold                                    | Silber                                  | Bronze                                  | Gesamt                                  | Rang                                    |                                         |
| 1912                                                                                   | 0                                       | 0                                       | 0                                       | 0                                       |                                         |      |                                         |                                         |                                         |                                         |                                         |                                         |
| 1920                                                                                   | 0                                       | 2                                       | 0                                       | 2                                       | 17                                      |      |                                         |                                         |                                         |                                         |                                         |                                         |
| 1924                                                                                   | 0                                       | 0                                       | 1                                       | 1                                       | 23                                      |      | 1924                                    | –                                       | –                                       | –                                       | –                                       | –                                       |
| 1928                                                                                   | 2                                       | 2                                       | 1                                       | 5                                       | 15                                      |      | 1928                                    | 0                                       | 0                                       | 0                                       | 0                                       |                                         |
| 1932                                                                                   | 7                                       | 7                                       | 4                                       | 18                                      | 5                                       |      | 1932                                    | 0                                       | 0                                       | 0                                       | 0                                       |                                         |
| 1936                                                                                   | 6                                       | 4                                       | 8                                       | 18                                      | 8                                       |      | 1936                                    | 0                                       | 0                                       | 0                                       | 0                                       |                                         |
| 1948                                                                                   | –                                       | –                                       | –                                       | –                                       | –                                       |      | 1948                                    | –                                       | –                                       | –                                       | –                                       | –                                       |
| 1952                                                                                   | 1                                       | 6                                       | 2                                       | 9                                       | 17                                      |      | 1952                                    | 0                                       | 0                                       | 0                                       | 0                                       |                                         |
| 1956                                                                                   | 4                                       | 10                                      | 5                                       | 19                                      | 10                                      |      | 1956                                    | 0                                       | 1                                       | 0                                       | 1                                       | 11                                      |
| 1960                                                                                   | 4                                       | 7                                       | 7                                       | 18                                      | 8                                       |      | 1960                                    | 0                                       | 0                                       | 0                                       | 0                                       |                                         |
| 1964                                                                                   | 16                                      | 5                                       | 8                                       | 29                                      | 3                                       |      | 1964                                    | 0                                       | 0                                       | 0                                       | 0                                       |                                         |
| 1968                                                                                   | 11                                      | 7                                       | 7                                       | 25                                      | 3                                       |      | 1968                                    | 0                                       | 0                                       | 0                                       | 0                                       |                                         |
| 1972                                                                                   | 13                                      | 8                                       | 8                                       | 29                                      | 5                                       |      | 1972                                    | 1                                       | 1                                       | 1                                       | 3                                       | 11                                      |
| 1976                                                                                   | 9                                       | 6                                       | 10                                      | 25                                      | 5                                       |      | 1976                                    | 0                                       | 0                                       | 0                                       | 0                                       |                                         |
| 1980                                                                                   | –                                       | –                                       | –                                       | –                                       | –                                       |      | 1980                                    | 0                                       | 1                                       | 0                                       | 1                                       | 15                                      |
| 1984                                                                                   | 10                                      | 8                                       | 14                                      | 32                                      | 7                                       |      | 1984                                    | 0                                       | 1                                       | 0                                       | 1                                       | 14                                      |
| 1988                                                                                   | 4                                       | 3                                       | 7                                       | 14                                      | 14                                      |      | 1988                                    | 0                                       | 0                                       | 1                                       | 1                                       | 16                                      |
| 1992                                                                                   | 3                                       | 8                                       | 11                                      | 22                                      | 17                                      |      | 1992                                    | 1                                       | 2                                       | 4                                       | 7                                       | 11                                      |
| 1996                                                                                   | 3                                       | 6                                       | 5                                       | 14                                      | 23                                      |      | 1994                                    | 1                                       | 2                                       | 2                                       | 5                                       | 11                                      |
| 2000                                                                                   | 5                                       | 8                                       | 5                                       | 18                                      | 15                                      |      | 1998                                    | 5                                       | 1                                       | 4                                       | 10                                      | 7                                       |
| 2004                                                                                   | 16                                      | 9                                       | 12                                      | 37                                      | 5                                       |      | 2002                                    | 0                                       | 1                                       | 1                                       | 2                                       | 21                                      |
| 2008                                                                                   | 9                                       | 8                                       | 8                                       | 25                                      | 8                                       |      | 2006                                    | 1                                       | 0                                       | 0                                       | 1                                       | 18                                      |
| 2012                                                                                   | 7                                       | 14                                      | 17                                      | 38                                      | 11                                      |      | 2010                                    | 0                                       | 3                                       | 2                                       | 5                                       | 20                                      |
| 2016                                                                                   | 12                                      | 8                                       | 21                                      | 41                                      | 6                                       |      | 2014                                    | 1                                       | 4                                       | 3                                       | 8                                       | 17                                      |
| 2020                                                                                   | 27                                      | 14                                      | 17                                      | 58                                      | 3                                       |      | 2018                                    | 4                                       | 5                                       | 4                                       | 13                                      | 11                                      |
| 2024                                                                                   | 20                                      | 12                                      | 13                                      | 45                                      | 3                                       |      | 2022                                    | 3                                       | 7                                       | 8                                       | 18                                      | 12                                      |
| Gesamt                                                                                 | 189                                     | 162                                     | 191                                     | 542                                     |                                         |      | Gesamt                                  | 17                                      | 29                                      | 30                                      | 76                                      |                                         |
| \| \| Gold \| Silber \| Bronze \| Gesamt \| \| Ges. S+W \| 206 \| 191 \| 221 \| 618 \| |                                         |                                         |                                         |                                         |                                         |      |                                         |                                         |                                         |                                         |                                         |                                         |
|                                                                                        | Gold                                    | Silber                                  | Bronze                                  | Gesamt                                  |                                         |      |                                         |                                         |                                         |                                         |                                         |                                         |
| Ges. S+W                                                                               | 206                                     | 191                                     | 221                                     | 618                                     |                                         |      |                                         |                                         |                                         |                                         |                                         |                                         |

## Medaillengewinner

### A
- Hifumi Abe, Judo (2-2-0)
Tokio 2020: Gold, Halbleichtgewicht Männer
Tokio 2020: Silber, Team Mixed
Paris 2024: Gold, Halbleichtgewicht Männer
Paris 2024: Silber, Team Mixed
- Masashi Abe, Nordische Kombination (1-0-0)
Lillehammer 1994: Gold, Teamwettbewerb
- Uta Abe, Judo (1-2-0)
Tokio 2020: Gold, Halbleichtgewicht Frauen
Tokio 2020: Silber, Team Mixed
Paris 2024: Silber, Team Mixed
- Haruka Agatsuma, Softball (1-0-0)
Tokio 2020: Gold, Frauen
- Nobuyuki Aihara, Turnen (2-2-0)
Melbourne 1956: Silber, Teammehrkampf Männer
Melbourne 1956: Silber, Boden Männer
Rom 1960: Gold, Teammehrkampf Männer
Rom 1960: Gold, Boden Männer
- Toshiko Aihara, Turnen (0-0-1)
Tokio 1964: Bronze, Teammehrkampf Frauen
- Yutaka Aihara, Turnen (0-1-0)
Barcelona 1992: Silber, Boden Männer
- Ryōji Aikawa, Baseball (0-0-1)
Athen 2004: Bronze, Männer
- Himawari Akaho, Basketball (0-1-0)
Tokio 2020: Silber, Frauen
- Kōsei Akaishi, Ringen (0-1-1)
Los Angeles 1984: Silber, Freistil Federgewicht Männer
Barcelona 1992: Bronze, Freistil Leichtgewicht Männer
- Yūichi Akasaka, Shorttrack (0-0-1)
Albertville 1992: Bronze, 5000 m Staffel Männer
- Liz Akama, Skateboard (0-1-0)
Paris 2024: Silber, Street Frauen
- Kenkichi Andō, Gewichtheben (0-0-1)
Montreal 1976: Bronze, Bantamgewicht Männer
- Misako Ando, Softball (0-1-0)
Sydney 2000: Silber, Frauen
- Kozue Andō, Fußball (0-1-0)
London 2012: Silber, Frauen
- Yūya Andō, Baseball (0-0-1)
Athen 2004: Bronze, Männer
- Mikiko Andō, Gewichtheben (0-0-1)
Tokio 2020: Bronze, Leichtgewicht Frauen
- Noriko Anno, Judo (1-0-0)
Athen 2004: Gold, Halbschwergewicht Frauen
- Sorato Anraku, Sportklettern (0-1-0)
Tokio 2024: Silber, Boulder & Lead Männer
- Seiji Aochi, Ski Nordisch (0-0-1)
Sapporo 1972: Bronze, Skispringen Normalschanze
- Mayumi Aoki, Schwimmen (1-0-0)
München 1972: Gold, 100 m Schmetterling Frauen
- Kōyō Aoyagi, Baseball (1-0-0)
Tokio 2020: Gold, Männer
- Ryūtarō Araga, Karate (0-0-1)
Tokio 2020: Bronze, Kumite über 75 kg Männer
- Chizuru Arai, Judo (1-1-0)
Tokio 2020: Gold, Mittelgewicht Frauen
Tokio 2020: Silber, Team Mixed
- Hirooki Arai, Leichtathletik (0-0-1)
Rio de Janeiro 2016: Bronze, 50 km Gehen Männer
- Masao Arai, Ringen (0-0-1)
Montreal 1976: Bronze, Freistil Bantamgewicht Männer
- Nobuo Arai, Schwimmen (0-1-0)
Antwerpen 1928: Silber, 4 × 200 m Freistil Männer
- Shigeo Arai, Schwimmen (1-0-1)
Berlin 1936: Gold, 4 × 200 m Freistil Männer
Berlin 1936: Bronze, 100 m Freistil Männer
- Shizuka Arakawa, Eiskunstlauf (1-0-0)
Turin 2006: Gold, Frauen
- Yuko Arakida, Volleyball (1-0-0)
Montreal 1976: Gold, Frauen
- Yūko Arimori, Leichtathletik (0-1-1)
Barcelona 1992: Silber, Marathon Frauen
Atlanta 1996: Bronze, Marathon Frauen
- Mao Asada, Eiskunstlauf (0-1-0)
Vancouver 2010: Silber, Frauen
- Nobuharu Asahara, Leichtathletik (0-1-0)
Peking 2008: Silber, 4 × 100 m Männer
- Masuyuki Asakawa, Hockey (0-1-0)
Los Angeles 1932: Silber, Männer
- Hideto Asamura, Baseball (1-0-0)
Tokio 2020: Gold, Männer
- Mana Atsumi, Softball (1-0-0)
Tokio 2020: Gold, Frauen
- Suguru Awaji, Fechten (0-1-0)
London 2012: Silber, Florett Team Männer
- Sera Azuma, Fechten (0-0-1)
Paris 2024: Bronze, Florett Team Frauen

### B
- Mashu Baker, Judo (1-0-0)
Rio de Janeiro 2016: Gold, Mittelgewicht Männer

### C
- Asuka Cambridge, Leichtathletik (0-1-0)
Rio de Janeiro 2016: Silber, 4 × 100 m Männer
- Ginko Chiba, Turnen (0-0-1)
Tokio 1964: Bronze, Teammehrkampf Frauen
- Kenta Chida, Fechten (0-1-0)
London 2012: Silber, Florett Team Männer
- Takashi Chinen, Turnen (0-0-1)
Barcelona 1992: Bronze, Boden Männer

### D
- Jiichirō Date, Ringen (1-0-0)
Montreal 1976: Gold, Freistil Weltergewicht Männer
- Sara Doshō, Ringen (1-0-0)
Rio de Janeiro 2016: Gold, Halbschwergewicht Frauen

### E
- Masashi Ebinuma, Judo (0-0-2)
London 2012: Bronze, Halbleichtgewicht Männer
Rio de Janeiro 2016: Bronze, Halbleichtgewicht Männer
- Ayano Egami, Synchronschwimmen (0-1-0)
Sydney 2000: Silber, Gruppe
- Yumi Egami, Volleyball (0-0-1)
Los Angeles 1984: Bronze, Frauen
- Naito Ehara, Schwimmen (0-0-1)
Rio de Janeiro 2016: Bronze, 4 × 200 m Freistil Männer
- Naho Emoto, Softball (1-0-0)
Peking 2008: Gold, Frauen
- Yuko Emoto, Judo (1-0-0)
Atlanta 1996: Gold, Halbmittelgewicht Frauen
- Misaki Emura, Fechten (0-0-1)
Paris 2024: Bronze, Säbel Team Frauen
- Sumio Endō, Judo (0-0-1)
Montreal 1976: Bronze, Schwergewicht Männer
- Yukio Endō, Turnen (5-2-0)
Rom 1960: Gold, Teammehrkampf Männer
Tokio 1964: Gold, Teammehrkampf Männer
Tokio 1964: Gold, Einzelmehrkampf Männer
Tokio 1964: Gold, Barren Männer
Tokio 1964: Silber, Boden Männer
Mexiko-Stadt 1968: Gold, Teammehrkampf Männer
Mexiko-Stadt 1968: Silber, Pferdsprung Männer
- Masaki Etō, Ringen (0-1-0)
Los Angeles 1984: Silber, Griechisch-römisch Bantamgewicht Männer

### F
- Raika Fujii, Synchronschwimmen (0-1-1)
Atlanta 1996: Bronze, Gruppe
Sydney 2000: Silber, Gruppe
- Mizuki Fujii, Badminton (0-1-0)
London 2012: Silber, Doppel Frauen
- Takurō Fujii, Schwimmen (0-1-1)
Peking 2008: Bronze, 4 × 100 m Lagen Männer
London 2012: Silber, 4 × 100 m Lagen Männer
- Yumiko Fujii, Softball (0-1-0)
Sydney 2000: Silber, Frauen
- Michiyo Fujimaru, Synchronschwimmen (0-1-0)
Athen 2004: Silber, Gruppe
- Atsushi Fujimoto, Baseball (0-0-1)
Athen 2004: Bronze, Männer
- Hideo Fujimoto, Ringen (0-1-0)
Mexiko-Stadt 1968: Silber, Griechisch-römisch Federgewicht Männer
- Motoko Fujimoto, Softball (1-0-0)
Peking 2008: Gold, Frauen
- Shun Fujimoto, Turnen (1-0-0)
Montreal 1976: Gold, Teammehrkampf Männer
- Tatsuo Fujimoto, Schwimmen (0-1-0)
Rom 1960: Silber, 4 × 200 m Freistil Männer
- Yuko Fujimoto, Volleyball (1-0-0)
Tokio 1964: Gold, Frauen
- Akari Fujinami, Ringen (1-0-0)
Paris 2024: Gold, Bantamgewicht Frauen
- Satsuki Fujisawa, Curling (0-1-0)
Peking 2022: Silber, Frauen
- Yamato Fujita, Softball (1-0-0)
Tokio 2020: Gold, Frauen
- Yoshihide Fukao, Volleyball (1-0-0)
München 1972: Gold, Männer
- Kōsuke Fukudome, Baseball (0-1-1)
Atlanta 1996: Silber, Männer
Athen 2004: Bronze, Männer
- Makoto Fukui, Schwimmen (0-1-1)
Rom 1960: Silber, 4 × 200 m Freistil Männer
Tokio 1964: Bronze, 4 × 200 m Freistil Männer
- Ai Fukuhara, Tischtennis (0-1-1)
London 2012: Silber, Team Frauen
Rio de Janeiro 2016: Bronze, Team Frauen
- Miho Fukumoto, Fußball (0-1-0)
London 2012: Silber, Frauen
- Sachiko Fukunaka, Volleyball (0-1-0)
Mexiko-Stadt 1968: Silber, Frauen
- Shihomi Fukushima, Fechten (0-0-1)
Paris 2024: Bronze, Säbel Team Frauen
- Ken’ichirō Fumita, Ringen (1-1-0)
Tokio 2020: Silber, Griechisch-römisch Bantamgewicht Männer
Paris 2024: Gold, Griechisch-römisch Bantamgewicht Männer
- Kazuyoshi Funaki, Skispringen (2-1-0)
Nagano 1998: Silber, Normalschanze Einzel
Nagano 1998: Gold, Großschanze Einzel
Nagano 1998: Gold, Teamspringen
- Haruka Funakubo, Judo (0-1-1)
Paris 2024: Silber, Team Mixed
Paris 2024: Bronze, Leichtgewicht Frauen
- Masaru Furukawa, Schwimmen (1-0-0)
Melbourne 1956: Gold, 200 m Brust Männer
- Makiko Furukawa, Volleyball (0-2-0)
Mexiko-Stadt 1968: Silber, Frauen
München 1972: Silber, Frauen
- Takaharu Furukawa, Bogenschießen (0-1-2)
London 2012: Silber, Einzel Männer
Tokio 2020: Bronze, Team Männer
Tokio 2020: Bronze, Einzel Männer
- Toshiaki Fushimi, Radsport (0-1-0)
Athen 2004: Silber, Olympischer Sprint Männer

### G
- Sōsuke Genda, Baseball (1-0-0)
Tokio 2020: Gold, Männer
- Miu Goto, Softball (1-0-0)
Tokio 2020: Gold, Frauen
- Tōru Gotō, Schwimmen (0-1-0)
Helsinki 1952: Silber, 4 × 200 m Freistil Männer
- Kōji Gushiken, Turnen (2-1-2)
Los Angeles 1984: Gold, Einzelmehrkampf Männer
Los Angeles 1984: Bronze, Mehrkampf Team Männer
Los Angeles 1984: Silber, Pferdsprung Männer
Los Angeles 1984: Bronze, Reck Männer
Los Angeles 1984: Gold, Ringe Männer

### H
- Ryūnosuke Haga, Judo (0-0-1)
Rio de Janeiro 2016: Bronze, Halbschwergewicht Männer
- Kōsuke Hagino, Schwimmen (1-1-2)
London 2012: Bronze, 400 m Lagen Männer
Rio de Janeiro 2016: Silber, 200 m Lagen Männer
Rio de Janeiro 2016: Gold, 400 m Lagen Männer
Rio de Janeiro 2016: Bronze, 4 × 200 m Freistil Männer
- Aka Hakoyama, Synchronschwimmen (0-0-1)
Rio de Janeiro 2016: Bronze, Gruppe
- Keiko Hama, Volleyball (0-2-0)
Mexiko-Stadt 1968: Silber, Frauen
München 1972: Silber, Frauen
- Shori Hamada, Judo (1-1-0)
Tokio 2020: Gold, Halbschwergewicht Frauen
Tokio 2020: Silber, Team Mixed
- Shumkichi Hamada, Hockey (0-1-0)
Los Angeles 1932: Silber, Männer
- Kyōko Hamaguchi, Ringen (0-0-2)
Athen 2004: Bronze, Freistil Schwergewicht Frauen
Peking 2008: Bronze, Freistil Schwergewicht Frauen
- Yoshihiro Hamaguchi, Schwimmen (0-1-0)
Helsinki 1952: Silber, 4 × 200 m Freistil Männer
- Tetsuo Hamuro, Schwimmen (1-0-0)
Berlin 1936: Gold, 200 m Brust Männer
- Tsutomu Hanahara, Ringen (1-0-0)
Tokio 1964: Gold, Griechisch-römisch Fliegengewicht Männer
- Yuriko Handa, Volleyball (1-0-0)
Tokio 1964: Gold, Frauen
- Takuya Haneda, Kanuslalom (0-0-1)
Rio de Janeiro 2016: Bronze, Einer-Canadier Männer
- Yuzuru Hanyū, Eiskunstlauf (2-0-0)
Sotschi 2014: Gold, Einzel Männer
Pyeongchang 2018: Gold, Einzel Männer
- Daichi Hara, Freestyle-Skiing (0-0-1)
Pyeongchang 2018: Bronze, Buckelpiste Männer
- Masahiko Harada, Skispringen (1-1-1)
Lillehammer 1994: Silber, Teamspringen
Nagano 1998: Bronze, Großschanze Einzel
Nagano 1998: Gold, Teamspringen
- Masao Harada, Leichtathletik (0-1-0)
Berlin 1936: Silber, Dreisprung Männer
- Nodoka Harada, Softball (1-0-0)
Tokio 2020: Gold, Frauen
- Saho Harada, Schwimmen (0-2-0)
Athen 2004: Silber, Gruppe
Peking 2008: Silber, Duett
- Hisayoshi Harasawa, Judo (0-2-0)
Rio de Janeiro 2016: Silber, Schwergewicht Männer
Tokio 2020: Silber, Team Mixed
- Miwa Harimoto, Tischtennis (0-1-0)
Tokio 2024: Silber, Team Frauen
- Tomokazu Harimoto, Tischtennis (0-0-1)
Tokio 2020: Bronze, Team Männer
- Michiko Hasegawa, Schießen (0-1-0)
Seoul 1988: Silber, Sportpistole Frauen
- Daiki Hashimoto, Turnen (3-1-0)
Tokio 2020: Gold, Einzelmehrkampf Männer
Tokio 2020: Gold, Reck Männer
Tokio 2020: Silber, Teammehrkampf Männer
Paris 2024: Gold, Teammehrkampf Männer
- Seiko Hashimoto, Eisschnelllauf (0-0-1)
Albertville 1992: Bronze, 1500 m Frauen
- Sōichi Hashimoto, Judo (0-1-1)
Paris 2024: Silber, Team Mixed
Paris 2024: Bronze, Leichtgewicht Männer
- Shirō Hashizume, Schwimmen (0-1-0)
Helsinki 1952: Silber, 1500 m Freistil Männer
- Yoshiaki Hatakeda, Turnen (0-0-1)
Barcelona 1992: Bronze, Teammehrkampf Männer
- Ren Hayakawa, Bogenschießen (0-0-1)
London 2012: Bronze, Team Frauen
- Aiko Hayashi, Synchronschwimmen (0-0-1)
Rio de Janeiro 2016: Bronze, Gruppe
- Saki Hayashi, Basketball (0-1-0)
Tokio 2020: Silber, Frauen
- Hina Hayata, Tischtennis (0-1-0)
Tokio 2024: Silber, Team Frauen
Paris 2024: Bronze, Einzel Frauen
- Takuji Hayata, Turnen (2-0-0)
Tokio 1964: Gold, Teammehrkampf Männer
Tokio 1964: Gold, Ringe Männer
- Arisa Higashino, Badminton (0-0-2)
Tokio 2020: Bronze, Doppel Mixed
Paris 2024: Bronze, Doppel Mixed
- Rei Higuchi, Ringen (1-1-0)
Rio de Janeiro 2016: Silber, Freistil Bantamgewicht Männer
Paris 2024: Gold, Bantamgewicht Männer
- Tokihiko Higuchi, Volleyball (0-0-1)
Tokio 1964: Bronze, Männer
- Wakaba Higuchi, Eiskunstlauf (0-1-0)
Peking 2022: Silber, Teamwettbewerb
- Kazumasa Hirai, Gewichtheben (0-0-1)
Montreal 1976: Bronze, Federgewicht Männer
- Kokona Hiraki, Skateboard (0-2-0)
Tokio 2020: Silber, Park Frauen
Tokio 2024: Silber, Park Frauen
- Kōichi Hirakida, Schwimmen (0-0-1)
Rom 1960: Bronze, 4 × 100 m Lagen Männer
- Ayumu Hirano, Snowboard (1-2-0)
Sotschi 2014: Silber, Halfpipe Männer
Pyeongchang 2018: Silber, Halfpipe Männer
Peking 2022: Gold, Halfpipe Männer
- Miu Hirano, Tischtennis (0-2-0)
Tokio 2020: Silber, Team Frauen
Tokio 2024: Silber, Team Frauen
- Sayaka Hirano, Tischtennis (0-1-0)
London 2012: Silber, Team Frauen
- Taku Hiraoka, Snowboard (0-0-1)
Sotschi 2014: Bronze, Halfpipe Männer
- Noritoshi Hirata, Turnen (0-0-1)
Los Angeles 1984: Bronze, Teammehrkampf Männer
- Kōichirō Hirayama, Ringen (0-1-1)
München 1972: Silber, Griechisch-römisch Fliegengewicht Männer
Montreal 1976: Bronze, Griechisch-römisch Fliegengewicht Männer
- Norie Hiro, Volleyball (0-0-1)
Los Angeles 1984: Bronze, Frauen
- Hiroaki Hiraoka, Judo (0-1-0)
London 2012: Silber, Superleichtgewicht Männer
- Megu Hirose, Softball (1-0-0)
Peking 2008: Gold, Frauen
- Miyoko Hirose, Volleyball (0-0-1)
Los Angeles 1984: Bronze, Frauen
- Kinue Hitomi, Leichtathletik (0-1-0)
Antwerpen 1928: Silber, 800 m Frauen
- Tomoru Honda, Schwimmen (0-1-0)
Tokio 2020: Silber, 200 m Schmetterling Männer
- Yūto Horigome, Skateboard (2-0-0)
Tokio 2020: Gold, Street Männer
Paris 2024: Gold, Street Männer
- Manabu Horii, Eisschnelllauf (0-0-1)
Lillehammer 1994: Bronze, 500 m Männer
- Ikuma Horishima, Freestyle-Skiing (0-0-1)
Peking 2022: Bronze, Buckelpiste Männer
- Iwao Horiuchi, Ringen (0-0-1)
Tokio 1964: Bronze, Freistil Leichtgewicht Männer
- Natsumi Hoshi, Schwimmen (0-0-2)
London 2012: Bronze, 200 m Schmetterling Frauen
Rio de Janeiro 2016: Bronze, 200 m Schmetterling Frauen
- Shinji Hosokawa, Judo (1-0-1)
Los Angeles 1984: Gold, Superleichtgewicht Männer
Seoul 1988: Bronze, Superleichtgewicht Männer
- Masako Hozumi, Eisschnelllauf (0-1-0)
Vancouver 2010: Silber, Teamverfolgung Frauen

### I
- Masamitsu Ichiguchi, Ringen (1-0-0)
Tokio 1964: Gold, Griechisch-römisch Bantamgewicht Männer
- Yuka Ichiguchi, Softball (1-0-0)
Tokio 2020: Gold, Frauen
- Shirō Ichinoseki, Gewichtheben (0-0-1)
Tokio 1964: Bronze, Bantamgewicht Männer
- Kumagai Ichiya, Tennis (0-2-0)
Antwerpen 1920: Silber, Einzel Männer
Antwerpen 1920: Silber, Doppel Männer
- Kaori Ichō, Ringen (4-0-0)
Athen 2004: Gold, Freistil Mittelgewicht Frauen
Peking 2008: Gold, Freistil Mittelgewicht Frauen
London 2012: Gold, Freistil Mittelgewicht Frauen
Rio de Janeiro 2016: Gold, Weltergewicht Frauen
- Chiharu Ichō, Ringen (0-2-0)
Athen 2004: Silber, Freistil Fliegengewicht Frauen
Peking 2008: Silber, Freistil Fliegengewicht Frauen
- Hisato Igarashi, Turnen (1-0-0)
Montreal 1976: Gold, Teammehrkampf Männer
- Kanoa Igarashi, Segeln (0-1-0)
Tokio 2020: Silber, Surfen Shortboard Männer
- Chiharu Igaya, Ski Alpin (0-1-0)
Cortina d’Ampezzo 1956: Silber, Slalom Männer
- Tadahito Iguchi, Baseball (0-1-0)
Atlanta 1996: Silber, Männer
- Takako Iida, Volleyball (1-1-0)
München 1972: Silber, Frauen
Montreal 1976: Gold, Frauen
- Kazuki Iimura, Fechten (1-0-0)
Paris 2024: Gold, Florett Team Männer
- Shōta Iizuka, Leichtathletik (0-1-0)
Rio de Janeiro 2016: Silber, 4 × 100 m Männer
- Keiko Ikeda, Turnen (0-0-1)
Tokio 1964: Bronze, Teammehrkampf Frauen
- Kōki Ikeda, Leichtathletik (0-1-0)
Tokio 2020: Silber, 20 km Gehen Männer
- Mitsuo Ikeda, Ringen (1-0-0)
Melbourne 1956: Gold, Freistil Weltergewicht Männer
- Nachiro Ikeda, Volleyball (0-1-1)
Tokio 1964: Bronze, Männer
Mexiko-Stadt 1968: Silber, Männer
- Yukio lketani, Turnen (0-1-3)
Seoul 1988: Bronze, Teammehrkampf Männer
Seoul 1988: Bronze, Boden Männer
Barcelona 1992: Bronze, Teammehrkampf Männer
Barcelona 1992: Silber, Boden Männer
- Makoto Imaoka, Baseball (0-1-0)
Atlanta 1996: Silber, Männer
- Mone Inami, Golf (0-1-0)
Tokio 2020: Silber, Frauen
- Junzo Inohara, Hockey (0-1-0)
Los Angeles 1932: Silber, Männer
- Isao Inokuma, Judo (1-0-0)
Tokio 1964: Gold, Schwergewicht Männer
- Junichi Inoue, Eisschnelllauf (0-0-1)
Albertville 1992: Bronze, 500 m Männer
- Kenji Inoue, Ringen (0-0-1)
Athen 2004: Bronze, Freistil Federgewicht Männer
- Kōsei Inoue, Judo (1-0-0)
Sydney 2000: Gold, Halbschwergewicht Männer
- Masaki Inoue, Radsport (0-1-0)
Athen 2004: Silber, Olympischer Sprint Männer
- Setsuko Inoue, Volleyball (0-1-0)
Mexiko-Stadt 1968: Silber, Frauen
- Emi Inui, Softball (1-0-1)
Athen 2004: Bronze, Frauen
Peking 2008: Gold, Frauen
- Yukiko Inui, Synchronschwimmen (0-0-2)
Rio de Janeiro 2016: Bronze, Duett
Rio de Janeiro 2016: Bronze, Gruppe
- Ryōsuke Irie, Schwimmen (0-2-1)
London 2012: Bronze, 100 m Rücken Männer
London 2012: Silber, 200 m Rücken Männer
London 2012: Silber, 4 × 100 m Lagen Männer
- Sena Irie, Boxen (1-0-0)
Tokio 2020: Gold, Federgewicht Frauen
- Takashi Irie, Ringen (0-1-0)
Los Angeles 1984: Silber, Freistil Papiergewicht Männer
- Toshio Irie, Schwimmen (0-1-0)
Los Angeles 1932: Silber, 100 m Rücken Männer
- Ryōji Isaoka, Gewichtheben (0-0-1)
Los Angeles 1984: Bronze, Halbschwergewicht Männer
- Taeko Ishakawa, Softball (0-1-0)
Sydney 2000: Silber, Frauen
- Hiroshi Ishii, Schwimmen (0-1-0)
Rom 1960: Silber, 4 × 200 m Freistil Männer
- Kyoko Ishida, Volleyball (0-0-1)
Los Angeles 1984: Bronze, Frauen
- Tatsuyoshi Ishihara, Shorttrack (0-0-1)
Albertville 1992: Bronze, 5000 m Staffel Männer
- Hirotoshi Ishii, Baseball (0-0-1)
Athen 2004: Bronze, Männer
- Satoshi Ishii, Judo (1-0-0)
Peking 2008: Gold, Schwergewicht Männer
- Shōhachi Ishii, Ringen (1-0-0)
Helsinki 1952: Gold, Freistil Bantamgewicht Männer
- Kasumi Ishikawa, Tischtennis (0-2-1)
London 2012: Silber, Team Frauen
Rio de Janeiro 2016: Bronze, Team Frauen
Tokio 2020: Silber, Team Frauen
- Takashi Ishimoto, Schwimmen (0-1-0)
Melbourne 1956: Silber, 200 m Schmetterling Männer
- Kotomi Ishizaki, Curling (0-1-0)
Peking 2022: Silber, Frauen
- Sata Isobe, Volleyball (1-0-0)
Tokio 1964: Gold, Frauen
- Yōko Isoda, Synchronschwimmen (0-0-1)
Sydney 2000: Silber, Gruppe
- Daiki Itō, Skispringen (0-0-1)
Sotschi 2014: Bronze, Teamspringen
- Kazue Itō, Softball (0-1-1)
Sydney 2000: Silber, Frauen
Athen 2004: Bronze, Frauen
- Midori Itō, Eiskunstlauf (0-1-0)
Albertville 1992: Silber, Frauen
- Mima Itō, Tischtennis (1-1-2)
Rio de Janeiro 2016: Bronze, Team Frauen
Tokio 2020: Gold, Doppel Mixed
Tokio 2020: Silber, Team Frauen
Tokio 2020: Bronze, Einzel Frauen
- Sachiko Itō, Softball (1-0-0)
Peking 2008: Gold, Frauen
- Tomohito Itō, Baseball (0-0-1)
Barcelona 1992: Bronze, Männer
- Hiromi Itō, Baseball (1-0-0)
Tokio 2020: Gold, Männer
- Mana Iwabuchi, Fußball (0-1-0)
London 2012: Silber, Frauen
- Toyoko lwahara, Volleyball (0-2-0)
Mexiko-Stadt 1968: Silber, Frauen
München 1972: Silber, Frauen
- Hisashi Iwakuma, Baseball (0-0-1)
Athen 2004: Bronze, Männer
- Kunihiro Iwasaki, Schwimmen (0-0-1)
Tokio 1964: Bronze, 4 × 200 m Freistil Männer
- Kyōko Iwasaki, Schwimmen (1-0-0)
Barcelona 1992: Gold, 200 m Brust Frauen
- Hitoki Iwase, Baseball (0-0-1)
Athen 2004: Bronze, Männer
- Azusa Iwashimizu, Fußball (0-1-0)
London 2012: Silber, Frauen
- Suguru Iwazaki, Baseball (1-0-0)
Tokio 2020: Gold, Männer
- Hiroshi Izumi, Judo (0-1-0)
Athen 2004: Silber, Mittelgewicht Männer

### J
- Rei Jimbo, Synchronschwimmen (0-1-1)
Atlanta 1996: Bronze, Gruppe
Sydney 2000: Silber, Gruppe
- Kenji Jōjima, Baseball (0-0-1)
Athen 2004: Bronze, Männer
- Takanobu Jumonji, Radsport (0-0-1)
Atlanta 1996: Bronze, 1000 m Zeitfahren Männer

### K
- Yōko Kagabu, Volleyball (0-0-1)
Los Angeles 1984: Bronze, Frauen
- Yūka Kagami, Ringen (1-0-0)
Paris 2024: Gold, Freistil Schwergewicht Frauen
- Yūma Kagiyama, Eiskunstlauf (0-2-0)
Peking 2022: Silber, Teamwettbewerb
Peking 2022: Silber, Einzel Männer
- Takuya Kai, Baseball (1-0-0)
Tokio 2020: Gold, Männer
- Ayumi Kaihori, Fußball (0-1-0)
London 2012: Silber, Frauen
- Yūmi Kajihara, Radsport (0-1-0)
Tokio 2020: Silber, Omnium Frauen
- Nobuyuki Kajitani, Turnen (0-1-1)
Los Angeles 1984: Bronze, Teammehrkampf Männer
Los Angeles 1984: Silber, Barren Männer
- Hiroshi Kajiyama, Turnen (1-0-1)
Montreal 1976: Gold, Teammehrkampf Männer
Montreal 1976: Bronze, Pferdsprung Männer
- Reika Kakiiwa, Badminton (0-1-0)
London 2012: Silber, Doppel Frauen
- Takeo Kamachi, Schießen (1-0-0)
Los Angeles 1984: Gold, Schnellfeuerpistole Männer
- Kunishige Kamamoto, Fußball (0-0-1)
Mexiko-Stadt 1968: Bronze, Männer
- Mitsuo Kamata, Fußball (0-0-1)
Mexiko-Stadt 1968: Bronze, Männer
- Akio Kaminaga, Judo (0-1-0)
Tokio 1964: Silber, Offene Klasse Männer
- Makoto Kaneko, Baseball (0-0-1)
Athen 2004: Bronze, Männer
- Masaaki Kaneko, Ringen (1-0-0)
Mexiko-Stadt 1968: Gold, Freistil Federgewicht Männer
- Katsuko Kanesaka, Volleyball (1-0-0)
Montreal 1976: Gold, Frauen
- Rie Kanetō, Schwimmen (1-0-0)
Rio de Janeiro 2016: Gold, 200 m Brust Frauen
- Miki Kanie, Bogenschießen (0-0-1)
London 2012: Bronze, Team Frauen
- Kōki Kanō, Fechten (2-1-0)
Tokio 2020: Gold, Degen Team Männer
Paris 2024: Gold, Degen Männer
Paris 2024: Silber, Degen Team Männer
- Ayumi Karino, Softball (1-0-0)
Peking 2008: Gold, Frauen
- Shigeru Kasahara, Ringen (0-1-0)
Melbourne 1956: Silber, Freistil Leichtgewicht Männer
- Youko Kasahara, Volleyball (0-1-0)
Mexiko-Stadt 1968: Silber, Frauen
- Masae Kasai, Volleyball (1-0-0)
Tokio 1964: Gold, Frauen
- Noriaki Kasai, Skispringen (0-2-1)
Lillehammer 1994: Silber, Teamspringen
Sotschi 2014: Bronze, Teamspringen
Sotschi 2014: Silber, Skispringen Großschanze
- Shigeru Kasamatsu, Turnen (1-1-2)
München 1972: Gold, Teamehrkampf Männer
München 1972: Bronze, Boden Männer
München 1972: Silber, Barren Männer
München 1972: Bronze, Reck Männer
- Yukio Kasaya, Skispringen (1-0-0)
Sapporo 1972: Gold, Normalschanze Männer
- Takehiro Kashima, Turnen (1-1-1)
Athen 2004: Gold, Teamehrkampf Männer
Athen 2004: Bronze, Seitpferd Männer
Peking 2008: Silber, Teammehrkampf Männer
- Hiroshi Katayama, Fußball (0-0-1)
Mexiko-Stadt 1968: Bronze, Männer
- Kiyomi Katō, Ringen (1-0-0)
München 1972: Gold, Freistil Fliegengewicht Männer
- Kiyomi Katō, Volleyball (1-0-0)
Montreal 1976: Gold, Frauen
- Ryōhei Katō, Turnen (1-1-0)
London 2012: Silber, Teammehrkampf Männer
Rio de Janeiro 2016: Gold, Teammehrkampf Männer
- Yuka Katō, Schwimmen (0-0-1)
London 2012: Bronze, 4 × 100 m Lagen Frauen
- Jōji Katō, Eisschnelllauf (0-0-1)
Vancouver 2010: Bronze, 500 m Männer
- Sawao Katō, Turnen (8-3-1)
Mexiko-Stadt 1968: Gold, Teammehrkampf Männer
Mexiko-Stadt 1968: Gold, Einzelmehrkampf Männer
Mexiko-Stadt 1968: Gold, Boden Männer
Mexiko-Stadt 1968: Bronze, Ringe Männer
München 1972: Gold, Teamehrkampf Männer
München 1972: Gold, Einzelmehrkampf Männer
München 1972: Silber, Seitpferd Männer
München 1972: Gold, Barren Männer
München 1972: Silber, Reck Männer
Montreal 1976: Silber, Einzelmehrkampf Männer
Montreal 1976: Gold, Mehrkampf Team Männer
Montreal 1976: Gold, Barren Männer
- Takeshi Katō, Turnen (1-0-1)
Mexiko-Stadt 1968: Gold, Teammehrkampf Männer
Mexiko-Stadt 1968: Bronze, Boden Männer
- Naitō Katsutoshi, Ringen (0-0-1)
Paris 1924: Bronze, Freistil Federgewicht Männer
- Hitomi Kawabata, Softball (1-0-0)
Tokio 2020: Gold, Frauen
- Shin’ichirō Kawabata, Baseball (0-0-1)
Barcelona 1992: Bronze, Männer
- Miho Kawabe, Synchronschwimmen (0-0-1)
Atlanta 1996: Bronze, Gruppe
- Takao Kawaguchi, Judo (1-0-0)
München 1972: Gold, Leichtgewicht Männer
- Risako Kawai, Ringen (2-0-0)
Rio de Janeiro 2016: Gold, Freistil Mittelgewicht Frauen
Tokio 2020: Gold, Freistil Weltergewicht Frauen
- Toshinobu Kawai, Shorttrack (0-0-1)
Albertville 1992: Bronze, 5000 m Staffel Männer
- Yukako Kawai, Ringen (1-0-0)
Tokio 2020: Gold, Freistil Mittelgewicht Frauen
- Tatsugo Kawaishi, Schwimmen (0-1-0)
Los Angeles 1932: Silber, 100 m Freistil Männer
- Takeo Kawamura, Baseball (0-1-0)
Atlanta 1996: Silber, Männer
- Kaori Kawanaka, Bogenschießen (0-0-1)
London 2012: Bronze, Team Frauen
- Tsutomu Kawasaki, Shorttrack (0-0-1)
Albertville 1992: Bronze, 5000 m Staffel Männer
- Akiko Kawase, Synchronschwimmen (0-0-1)
Atlanta 1996: Bronze, Gruppe
- Naoko Kawashima, Synchronschwimmen (0-1-0)
Athen 2004: Silber, Gruppe
- Nahomi Kawasumi, Fußball (0-1-0)
London 2012: Silber, Frauen
- Yūki Kawata, Bogenschießen (0-0-1)
Tokio 2020: Bronze, Team Männer
- Kentaro Kawatsu, Schwimmen (0-0-1)
Los Angeles 1932: Bronze, 100 m Rücken Männer
- Kazuma Kaya, Turnen (0-1-1)
Tokio 2020: Silber, Teammehrkampf Männer
Tokio 2020: Bronze, Pauschenpferd Männer
- Kazuma Kaya, Turnen (1-0-0)
Paris 2024: Gold, Teammehrkampf Männer
- Miyajima Keiko, Volleyball (0-0-1)
Los Angeles 1984: Bronze, Frauen
- Eizō Kenmotsu, Turnen (3-3-3)
Mexiko-Stadt 1968: Gold, Teammehrkampf Männer
Mexiko-Stadt 1968: Bronze, Reck Männer
München 1972: Gold, Teamehrkampf Männer
München 1972: Silber, Einzelmehrkampf Männer
München 1972: Bronze, Pauschenpferd Männer
München 1972: Bronze, Barren Männer
Montreal 1976: Gold, Teammehrkampf Männer
Montreal 1976: Silber, Pauschenpferd Männer
Montreal 1976: Silber, Reck Männer
- Ryūichi Kihara, Eiskunstlauf (0-1-0)
Peking 2022: Silber, Teamwettbewerb
- Ayaka Kikuchi, Eisschnelllauf (1-0-0)
Pyeongchang 2018: Gold, Teamverfolgung Frauen
- Komaki Kikuchi, Fechten (0-0-1)
Paris 2024: Bronze, Florett Team Frauen
- Ryosuke Kikuchi, Baseball (1-0-0)
Tokio 2020: Gold, Männer
- Kenji Kimihara, Leichtathletik (0-1-0)
Mexiko-Stadt 1968: Silber, Marathon Männer
- Jūtarō Kimura, Baseball (0-1-0)
Atlanta 1996: Silber, Männer
- Kenji Kimura, Volleyball (1-1-0)
Mexiko-Stadt 1968: Silber, Männer
München 1972: Gold, Männer
- Saeko Kimura, Schwimmen (0-0-1)
Los Angeles 1984: Bronze, Synchronschwimmen Duett
- Takuya Kimura, Baseball (0-0-1)
Athen 2004: Bronze, Männer
- Yukari Kinga, Fußball (0-1-0)
London 2012: Silber, Frauen
- Alicia Kinoshita, Segeln (0-1-0)
Atlanta 1996: Silber, 470er Frauen
- Yoshihide Kiryū, Leichtathletik (0-1-0)
Rio de Janeiro 2016: Silber, 4 × 100 m Männer
- Haruka Kitaguchi, Leichtathletik (1-0-0)
Paris 2024: Gold, Speerwurf Frauen
- Kōsuke Kitajima, Schwimmen (4-1-2)
Athen 2004: Gold, 100 m Brust Männer
Athen 2004: Gold, 200 m Brust Männer
Athen 2004: Bronze, 4 × 100 m Lagen Männer
Peking 2008: Gold, 100 m Brust Männer
Peking 2008: Gold, 200 m Brust Männer
Peking 2008: Bronze, 4 × 100 m Lagen Männer
London 2012: Silber, 4 × 100 m Lagen Männer
- Ryūzō Kitajima
auf „Cekatinka“, Reiten (0-0-1)
Paris 2024: Bronze, Vielseitigkeit Team
- Kusuo Kitamura, Schwimmen (1-0-0)
Los Angeles 1932: Gold, 1500 m Freistil Männer
- Yūshū Kitano, Ringen (0-1-0)
Helsinki 1952: Silber, Freistil Federgewicht Männer
- Kanako Kitao, Synchronschwimmen (0-1-0)
Athen 2004: Silber, Gruppe
- Yoshihiro Kitazawa, Eisschnelllauf (0-1-0)
Sarajevo 1984: Silber, 500 m Männer
- Takeru Kitazono, Turnen (0-1-0)
Tokio 2020: Silber, Teammehrkampf Männer
- Son Kitei, Leichtathletik (1-0-0)
Berlin 1936: Gold, Marathon Männer
- Nayu Kiyohara, Softball (1-0-0)
Tokio 2020: Gold, Frauen
- Masaji Kiyokawa, Schwimmen (1-0-1)
Los Angeles 1932: Gold, 100 m Rücken Männer
Berlin 1936: Bronze, 100 m Rücken Männer
- Kotaro Kiyooka, Ringen (1-0-0)
Paris 2024: Gold, Freistil Leichtgewicht Männer
- Ryō Kiyuna, Karate (1-0-0)
Tokio 2020: Gold, Kata Männer
- Ryōhei Koba, Schießen (0-0-1)
Barcelona 1992: Bronze, Dreistellungskampf Männer
- Masahide Kobayashi, Baseball (0-0-1)
Athen 2004: Bronze, Männer
- Ryōyū Kobayashi, Ski Nordisch (1-1-0)
Peking 2022: Gold, Einzel Normalschanze Männer
Peking 2022: Silber, Einzel Großschanze Männer
- Sadayoshi Kobayashi, Hockey (0-1-0)
Los Angeles 1932: Silber, Männer
- Takashi Kobayashi, Ringen (1-0-0)
Seoul 1988: Gold, Freistil Halbfliegengewicht Männer
- Yoshimi Kobayashi, Softball (0-1-0)
Sydney 2000: Silber, Frauen
- Yūki Kobori, Schwimmen (0-0-1)
Rio de Janeiro 2016: Bronze, 4 × 200 m Freistil Männer
- Nao Kodaira, Eisschnelllauf (1-2-0)
Vancouver 2010: Silber, Teamverfolgung Frauen
Pyeongchang 2018: Gold, 500 m Frauen
Pyeongchang 2018: Silber, 1000 m Frauen
- Toshihiko Koga, Judo (1-1-0)
Barcelona 1992: Gold, Leichtgewicht Männer
Atlanta 1996: Silber, Halbmittelgewicht Männer
- Masahito Kohiyama, Baseball (0-0-1)
Barcelona 1992: Bronze, Männer
- Reizō Koike, Schwimmen (0-1-1)
Los Angeles 1932: Silber, 200 m Brust Männer
Berlin 1936: Bronze, 200 m Brust Männer
- Isao Koizumi, Volleyball (0-1-0)
Mexiko-Stadt 1968: Silber, Männer
- Hirotami Kojima, Baseball (0-0-1)
Barcelona 1992: Bronze, Männer
- Yukiyo Kojima, Volleyball (0-1-0)
Mexiko-Stadt 1968: Silber, Frauen
- Hiroki Kokubo, Baseball (0-0-1)
Barcelona 1992: Bronze, Männer
- Akira Komata, Fechten (0-1-0)
Paris 2024: Silber, Degen Team Männer
- Misato Komatsubara, Eiskunstlauf (0-1-0)
Peking 2022: Silber, Teamwettbewerb
- Tim Koleto, Eiskunstlauf (0-1-0)
Peking 2022: Silber, Teamwettbewerb
- Haruhiko Kon, Hockey (0-1-0)
Los Angeles 1932: Silber, Männer
- Ami Kondo, Judo (0-0-1)
Rio de Janeiro 2016: Bronze, Superleichtgewicht Frauen
- Maseko Kondo, Volleyball (1-0-0)
Tokio 1964: Gold, Frauen
- Kensuke Kondō, Baseball (1-0-0)
Tokio 2020: Gold, Männer
- Hiroyuki Konishi, Turnen (0-0-1)
Seoul 1988: Bronze, Teammehrkampf Männer
- Kenichi Konishi, Hockey (0-1-0)
Los Angeles 1932: Silber, Männer
- Akitsugu Konno, Ski Nordisch (0-1-0)
Sapporo 1972: Silber, Skispringen Normalschanze
- Akira Kono, Turnen (0-1-0)
Melbourne 1956: Silber, Teammehrkampf Männer
- Takanori Kōno, Ski Nordisch (2-1-0)
Albertville 1992: Gold, Teamwettbewerb
Lillehammer 1994: Gold, Teamwettbewerb
Lillehammer 1994: Silber, Einzel Männer
- Toshiaki Kosedo, Volleyball (0-0-1)
Tokio 1964: Bronze, Männer
- Shiori Koseki, Softball (0-1-0)
Sydney 2000: Silber, Frauen
- Tadanori Koshino, Judo (0-0-1)
Barcelona 1992: Bronze, Superleichtgewicht Männer
- Masahiro Kotaka, Gewichtheben (0-0-1)
Los Angeles 1984: Bronze, Bantamgewicht Männer
- Mikako Kotani, Synchronschwimmen (0-0-2)
Seoul 1988: Bronze, Duett
Seoul 1988: Bronze, Solo
- Tsutoma Koyama, Volleyball (0-0-1)
Tokio 1964: Bronze, Männer
- Masami Kubota, Turnen (0-2-1)
Melbourne 1956: Silber, Teammehrkampf Männer
Melbourne 1956: Silber, Barren Männer
Melbourne 1956: Bronze, Ringe Männer
- Akira Kudo, Ringen (0-0-1)
Montreal 1976: Bronze, Freistil Papiergewicht Männer
- Saki Kumagai, Fußball (0-1-0)
London 2012: Silber, Frauen
- Kōji Kuramoto, Judo (0-1-0)
Montreal 1976: Silber, Halbmittelgewicht Männer
- Ryoji Kuribayashi, Baseball (1-0-0)
Tokio 2020: Gold, Männer
- Ryōya Kurihara, Baseball (1-0-0)
Tokio 2020: Gold, Männer
- Hiroki Kuroda, Baseball (0-0-1)
Athen 2004: Bronze, Männer
- Akira Kuroiwa, Eisschnelllauf (0-0-1)
Calgary 1988: Bronze, 500 m Männer
- Toshiyuki Kuroiwa, Eisschnelllauf (0-1-0)
Albertville 1992: Silber, 500 m Männer
- Takashi Kurosu, Baseball (0-1-0)
Atlanta 1996: Silber, Männer
- Nao Kusaka, Ringen (1-0-0)
Paris 2024: Gold, Weltergewicht Männer
- Kie Kusakabe, Judo (0-0-1)
Sydney 2000: Bronze, Leichtgewicht Frauen
- Yasuyuki Kuwahara, Fußball (0-0-1)
Mexiko-Stadt 1968: Bronze, Männer
- Takao Kuwamoto, Baseball (0-1-0)
Atlanta 1996: Silber, Männer

### M
- Satoko Mabuchi, Softball (1-0-0)
Peking 2008: Gold, Frauen
- Rui Machida, Basketball (0-1-0)
Tokio 2020: Silber, Frauen
- Echiko Maeda, Volleyball (1-0-0)
Montreal 1976: Gold, Frauen
- Hideko Maehata, Schwimmen (1-1-0)
Los Angeles 1932: Silber, 200 m Brust Frauen
Berlin 1936: Gold, 200 m Brust Frauen
- Shōzō Makino, Schwimmen (0-1-1)
Los Angeles 1932: Silber, 1500 m Freistil Männer
Berlin 1936: Bronze, 400 m Freistil Männer
- Kazushito Manabe, Gewichtheben (0-0-1)
Los Angeles 1984: Bronze, Fliegengewicht Männer
- Kei Marumo, Synchronschwimmen (0-0-1)
Rio de Janeiro 2016: Bronze, Gruppe
- Karina Maruyama, Fußball (0-1-0)
London 2012: Silber, Frauen
- Yusa Masanori, Schwimmen (0-1-0)
Berlin 1936: Silber, 100 m Freistil Männer
- Matsayuki Matsubara, Ringen (0-1-0)
Rom 1960: Silber, Freistil Fliegengewicht Männer
- Mariko Masubuchi, Softball (0-1-0)
Sydney 2000: Silber, Frauen
- Noriko Matsuda, Volleyball (1-0-0)
Montreal 1976: Gold, Frauen
- Takeshi Matsuda, Schwimmen (0-1-3)
Peking 2008: Bronze, 200 m Schmetterling Männer
London 2012: Bronze, 200 m Schmetterling Männer
London 2012: Silber, 4 × 100 m Lagen Männer
Rio de Janeiro 2016: Bronze, 4 × 200 m Freistil Männer
- Katsumi Matsumura, Volleyball (1-1-0)
Tokio 1964: Gold, Frauen
München 1972: Silber, Frauen
- Ikuo Matsumoto, Fußball (0-0-1)
Mexiko-Stadt 1968: Bronze, Männer
- Kaori Matsumoto, Judo (1-0-1)
London 2012: Gold, Leichtgewicht Frauen
Rio de Janeiro 2016: Bronze, Leichtgewicht Frauen
- Naomi Matsumoto, Softball (0-1-0)
Sydney 2000: Silber, Frauen
- Ryūtarō Matsumoto, Ringen (0-0-1)
London 2012: Bronze, Griechisch-römisch Federgewicht Männer
- Yoshiko Matsumura, Volleyball (1-0-0)
Tokio 1964: Gold, Frauen
- Masayuki Matsunaga, Turnen (0-0-2)
Barcelona 1992: Bronze, Teammehrkampf Männer
Barcelona 1992: Bronze, Barren Männer
- Tomohiro Matsunaga, Ringen (0-1-0)
Peking 2008: Silber, Freistil Bantamgewicht Männer
- Nobuhiko Matsunaka, Baseball (0-1-0)
Atlanta 1996: Silber, Männer
- Tomoyuki Matsushita, Schwimmen (0-1-0)
Paris 2024: Silber, 400 m Lagen Männer
- Yoshiyuki Matsuoka, Judo (1-0-0)
Los Angeles 1984: Gold, Halbleichtgewicht Männer
- Misaki Matsutomo, Badminton (1-0-0)
Rio de Janeiro 2016: Gold, Doppel Frauen
- Hideki Matsuyama, Golf (0-0-1)
Paris 2024: Bronze, Männer
- Kyōsuke Matsuyama, Fechten (1-0-0)
Paris 2024: Gold, Florett Team Männer
- Nami Matsuyama, Badminton (0-0-1)
Paris 2024: Bronze, Doppel Frauen
- Daisuke Matsuzaka, Baseball (0-0-1)
Athen 2004: Bronze, Männer
- Evelyn Mawuli, Basketball (0-1-0)
Tokio 2020: Silber, Frauen
- Hiroshi Michinaga, Bogenschießen (0-1-0)
Montreal 1976: Silber, Einzel Männer
- Reiichi Mikata, Nordische Kombination (1-0-0)
Albertville 1992: Gold, Teamwettbewerb
- Masayuki Minami, Volleyball (1-1-1)
Tokio 1964: Bronze, Männer
Mexiko-Stadt 1968: Silber, Männer
München 1972: Gold, Männer
- Sumika Minamoto, Schwimmen (0-0-1)
Sydney 2000: Bronze, 4 × 100 m Lagen Frauen
- Yukiyo Mine, Softball (2-0-0)
Peking 2008: Gold, Frauen
Tokio 2020: Gold, Frauen
- Kazuyasu Minobe, Fechten (1-1-0)
Tokio 2020: Gold, Degen Team Männer
Paris 2024: Silber, Degen Team Männer
- Kōichi Misawa, Baseball (0-1-0)
Atlanta 1996: Silber, Männer
- Masumi Mishina, Softball (1-0-1)
Athen 2004: Bronze, Frauen
Peking 2008: Gold, Frauen
- Risako Mitsui, Synchronschwimmen (0-0-2)
Rio de Janeiro 2016: Bronze, Duett
Rio de Janeiro 2016: Bronze, Gruppe
- Takashi Mitsukuri, Turnen (2-0-0)
Rom 1960: Gold, Teammehrkampf Männer
Tokio 1964: Gold, Teammehrkampf Männer
- Yasuaki Mitsumori, Volleyball (0-1-0)
Mexiko-Stadt 1968: Silber, Männer
- Yuko Mitsuya, Volleyball (0-0-1)
Los Angeles 1984: Bronze, Frauen
- Daisuke Miura, Baseball (0-0-1)
Athen 2004: Bronze, Männer
- Riku Miura, Eiskunstlauf (0-1-0)
Peking 2022: Silber, Teamwettbewerb
- Yukinori Miyabe, Eisschnelllauf (0-0-1)
Albertville 1992: Bronze, 1000 m Männer
- Takashi Miwa, Baseball (0-0-1)
Barcelona 1992: Bronze, Männer
- Atsuji Miyahara, Ringen (1-1-0)
Los Angeles 1984: Gold, Griechisch-römisch Fliegengewicht Männer
Seoul 1988: Silber, Griechisch-römisch Fliegengewicht Männer
- Hiromi Miyake, Gewichtheben (0-1-1)
London 2012: Silber, Bantamgewicht Frauen
Rio de Janeiro 2016: Bronze, Bantamgewicht Frauen
- Ryō Miyake, Fechten (0-1-0)
London 2012: Silber, Florett Team Männer
- Yoshinobu Miyake, Gewichtheben (2-1-0)
Rom 1960: Silber, Bantamgewicht Männer
Tokio 1964: Gold, Federgewicht Männer
Mexiko-Stadt 1968: Gold, Federgewicht Männer
- Yoshiyuki Miyake, Gewichtheben (0-0-1)
Mexiko-Stadt 1968: Bronze, Federgewicht Männer
- Aya Miyama, Fußball (0-1-0)
London 2012: Silber, Frauen
- Emiko Miyamoto, Volleyball (1-0-0)
Tokio 1964: Gold, Frauen
- Masakatsu Miyamoto, Fußball (0-0-1)
Mexiko-Stadt 1968: Bronze, Männer
- Shin’ya Miyamoto, Baseball (0-0-1)
Athen 2004: Bronze, Männer
- Teruki Miyamoto, Fußball (0-0-1)
Mexiko-Stadt 1968: Bronze, Männer
- Junichi Miyashita, Schwimmen (0-0-1)
Peking 2008: Bronze, 4 × 100 m Lagen Männer
- Karin Miyawaki, Fechten (0-0-1)
Paris 2024: Bronze, Florett Team Frauen
- Saori Miyazaki, Basketball (0-1-0)
Tokio 2020: Silber, Frauen
- Yasuji Miyazaki, Schwimmen (2-0-0)
Los Angeles 1932: Gold, 100 m Freistil Männer
Los Angeles 1932: Gold, 4 × 200 m Freistil Männer
- Yuki Miyazawa, Basketball (0-1-0)
Tokio 2020: Silber, Frauen
- Naho Miyoshi, Basketball (0-1-0)
Tokio 2020: Silber, Frauen
- Noriko Mizoguchi, Judo (0-1-0)
Barcelona 1992: Silber, Halbleichtgewicht Frauen
- Kōichi Mizushima, Turnen (0-0-1)
Seoul 1988: Bronze, Teammehrkampf Männer
- Jun Mizutani, Tischtennis (1-1-2)
Rio de Janeiro 2016: Bronze, Einzel Männer
Rio de Janeiro 2016: Silber, Team Männer
Tokio 2020: Gold, Doppel Mixed
Tokio 2020: Bronze, Team Männer
- Hisashi Mizutori, Turnen (1-0-0)
Athen 2004: Gold, Teammehrkampf Männer
- Masahiko Mori, Baseball (0-1-0)
Atlanta 1996: Silber, Männer
- Sayaka Mori, Softball (1-0-0)
Tokio 2020: Gold, Frauen
- Takaji Mori, Fußball (0-0-1)
Mexiko-Stadt 1968: Bronze, Männer
- Masao Morinaka, Baseball (0-1-0)
Atlanta 1996: Silber, Männer
- Eiji Morioka, Boxen (0-0-1)
Mexiko-Stadt 1968: Bronze, Bantamgewicht Männer
- Wataru Morishige, Eisschnelllauf (0-0-1)
Peking 2022: Bronze, 500 m Männer
- Kōichi Morishita, Leichtathletik (0-1-0)
Barcelona 1992: Silber, Marathon Männer
- Masato Morishita, Baseball (1-0-0)
Tokio 2020: Gold, Männer
- Shinji Morisue, Turnen (1-1-1)
Los Angeles 1984: Bronze, Teammehrkampf Männer
Los Angeles 1984: Gold, Reck Männer
Los Angeles 1984: Silber, Pferdsprung Männer
- Jungo Morita, Volleyball (1-1-0)
Mexiko-Stadt 1968: Silber, Männer
München 1972: Gold, Männer
- Kimie Morita, Volleyball (0-0-1)
Los Angeles 1984: Bronze, Frauen
- Tomomi Morita, Schwimmen (0-0-2)
Athen 2004: Bronze, 100 m Rücken Männer
Athen 2004: Bronze, 4 × 100 m Lagen Männer
- Teruhisa Moriyami, Volleyball (0-0-1)
Tokio 1964: Bronze, Männer
- Nako Motohashi, Basketball (0-1-0)
Tokio 2020: Silber, Frauen
- Sakura Motoki, Ringen (1-0-0)
Paris 2024: Gold, Freistil Mittelgewicht Frauen
- Miwako Motoyoshi, Synchronschwimmen (0-0-2)
Los Angeles 1984: Bronze, Duett
Los Angeles 1984: Bronze, Solo
- Shoichiro Mukai, Judo (0-1-0)
Tokio 2020: Silber, Team Mixed
- Chiharu Shida, Badminton (0-0-1)
Paris 2024: Bronze, Doppel Frauen
- Mayu Mukaida, Ringen (1-0-0)
Tokio 2020: Gold, Bantamgewicht Frauen
- Muneji Munemura, Ringen (1-0-0)
Mexiko-Stadt 1968: Gold, Griechisch-römisch Leichtgewicht Männer
- Mai Murakami, Turnen (0-0-1)
Tokio 2020: Bronze, Boden Frauen
- Munetaka Murakami, Baseball (1-0-0)
Tokio 2020: Gold, Männer
- Arihito Muramatsu, Baseball (0-0-1)
Athen 2004: Bronze, Männer
- Sanshiro Murao, Judo (0-2-0)
Paris 2024: Silber, Mittelgewicht Männer
Paris 2024: Silber, Team Mixed
- Kokomo Murase, Freestyle-Skiing (0-0-1)
Peking 2022: Bronze, Big Air Frauen
- Ryōta Murata, Boxen (1-0-0)
London 2012: Gold, Mittelgewicht Männer
- Kōji Murofushi, Leichtathletik (1-0-1)
Athen 2004: Gold, Hammerwurf Männer
London 2012: Bronze, Hammerwurf Männer
- Hiroki Mutō, Bogenschießen (0-0-1)
Tokio 2020: Bronze, Team Männer

### N
- Hideaki Nagai, Nordische Kombination (0-0-1)
Peking 2022: Bronze, Team Großschanze
- Kiyofumi Nagai, Radsport (0-0-1)
Peking 2008: Bronze, Keirin Männer
- Yūdai Nagano, Fechten (1-0-0)
Paris 2024: Gold, Florett Team Männer
- Moeko Nagaoka, Basketball (0-1-0)
Tokio 2020: Silber, Frauen
- Takanori Nagase, Judo (1-1-1)
Rio de Janeiro 2016: Bronze, Halbmittelgewicht Männer
Tokio 2020: Gold, Halbmittelgewicht Männer
Tokio 2020: Silber, Team Mixed
- Takanori Nagase, Judo (1-1-0)
Paris 2024: Gold, Halbmittelgewicht Männer
Paris 2024: Silber, Team Mixed
- Hideyuki Nagashima, Ringen (0-1-0)
Los Angeles 1984: Silber, Freistil Mittelgewicht Männer
- Keiichirō Nagashima, Eisschnelllauf (0-1-0)
Vancouver 2010: Silber, 500 m Männer
- Hiroshi Nagata, Hockey (0-1-0)
Los Angeles 1932: Silber, Männer
- Katsuhiko Nagata, Ringen (0-1-0)
Sydney 2000: Silber, Freistil Leichtgewicht Männer
- Tomohiro Nagatsuka, Radsport (0-1-0)
Athen 2004: Silber, Olympischer Sprint Männer
- Ryūju Nagayama, Judo (0-1-1)
Paris 2024: Silber, Team Mixed
Paris 2024: Bronze, Superleichtgewicht Männer
- Emi Naito, Softball (0-1-1)
Sydney 2000: Silber, Frauen
Athen 2004: Bronze, Frauen
- Minori Naito, Softball (1-0-0)
Tokio 2020: Gold, Frauen
- Kumi Nakada, Volleyball (0-0-1)
Los Angeles 1984: Bronze, Frauen
- Riho Nakajima, Synchronschwimmen (0-0-1)
Atlanta 1996: Bronze, Gruppe
- Kanami Nakamaki, Synchronschwimmen (0-0-1)
Rio de Janeiro 2016: Bronze, Gruppe
- Hiroshi Nakamoto, Baseball (0-0-1)
Barcelona 1992: Bronze, Männer
- Daishin Nakamura, Baseball (0-1-0)
Atlanta 1996: Silber, Männer
- Eiichi Nakamura, Hockey (0-1-0)
Los Angeles 1932: Silber, Männer
- Kenzo Nakamura, Judo (1-0-0)
Atlanta 1996: Gold, Leichtgewicht Männer
- Mai Nakamura, Schwimmen (0-1-1)
Sydney 2000: Silber, 100 m Rücken Frauen
Sydney 2000: Bronze, 4 × 100 m Lagen Frauen
- Mai Nakamura, Synchronschwimmen (0-0-1)
Rio de Janeiro 2016: Bronze, Gruppe
- Misato Nakamura, Judo (0-1-1)
Peking 2008: Bronze, Halbleichtgewicht Frauen
Rio de Janeiro 2016: Silber, Halbleichtgewicht Frauen
- Norihiro Nakamura, Baseball (0-0-1)
Athen 2004: Bronze, Männer
- Reiko Nakamura, Schwimmen (0-0-2)
Athen 2004: Bronze, 200 m Rücken Frauen
Peking 2008: Bronze, 200 m Rücken Frauen
- Taniko Nakamura, Turnen (0-0-1)
Tokio 1964: Bronze, Teammehrkampf Frauen
- Yukimasa Nakamura, Judo (0-1-0)
Atlanta 1996: Silber, Halbleichtgewicht Männer
- Yūzo Nakamura, Volleyball (1-0-0)
München 1972: Gold, Männer
- Yūko Nakanishi, Schwimmen (0-0-1)
Athen 2004: Bronze, 200 m Schmetterling Frauen
- Daisuke Nakano, Turnen (1-0-0)
Athen 2004: Gold, Teammehrkampf Männer
- Miki Nakao, Schwimmen (0-0-1)
Sydney 2000: Bronze, 200 m Rücken Frauen
- Takuya Nakase, Turnen (0-1-0)
Peking 2008: Silber, Teammehrkampf Männer
- Shigeo Nakata, Ringen (1-0-0)
Mexiko-Stadt 1968: Gold, Freistil Fliegengewicht Männer
- Takehide Nakatani, Judo (1-0-0)
Tokio 1964: Gold, Leichtgewicht Männer
- Riki Nakaya, Judo (0-1-0)
London 2012: Silber, Leichtgewicht Männer
- Akinori Nakayama, Turnen (6-2-2)
Mexiko-Stadt 1968: Bronze, Teammehrkampf Männer
Mexiko-Stadt 1968: Gold, Einzelmehrkampf Männer
Mexiko-Stadt 1968: Gold, Barren Männer
Mexiko-Stadt 1968: Silber, Boden Männer
Mexiko-Stadt 1968: Gold, Reck Männer
Mexiko-Stadt 1968: Gold, Ringe Männer
München 1972: Gold, Teamehrkampf Männer
München 1972: Bronze, Einzelmehrkampf Männer
München 1972: Silber, Boden Männer
München 1972: Gold, Ringe Männer
- Funa Nakayama, Skateboard (0-0-1)
Tokio 2020: Bronze, Street Frauen
- Chūhei Nambu, Leichtathletik (1-0-1)
Los Angeles 1932: Bronze, Weitsprung Männer
Los Angeles 1932: Gold, Dreisprung Männer
- Tsukimi Namiki, Boxen (0-0-1)
Tokio 2020: Bronze, Fliegengewicht Frauen
- Noriko Narazaki, Judo (0-1-1)
Atlanta 1996: Bronze, Halbleichtgewicht Frauen
Sydney 2000: Silber, Halbleichtgewicht Frauen
- Katsutoshi Nekoda, Volleyball (1-1-0)
Mexiko-Stadt 1968: Silber, Männer
München 1972: Gold, Männer
- Saki Niizoe, Judo (0-1-0)
Paris 2024: Silber, Team Mixed
- Kazuhiro Ninomiya, Judo (1-0-0)
Montreal 1976: Gold, Halbschwergewicht Männer
- Masafumi Nishi, Baseball (0-0-1)
Barcelona 1992: Bronze, Männer
- Takeichi Nishi
auf „Uranus“, Reiten (1-0-0)
Los Angeles 1932: Gold, Springreiten Einzel
- Shūhei Nishida, Leichtathletik (0-2-0)
Los Angeles 1932: Silber, Stabhochsprung Männer
Berlin 1936: Silber, Stabhochsprung Männer
- Jin’ya Nishikata, Skispringen (0-1-0)
Lillehammer 1994: Silber, Teamspringen
- Daisuke Nishikawa, Turnen (0-0-2)
Seoul 1988: Bronze, Teammehrkampf Männer
Barcelona 1992: Bronze, Boden Männer
- Kei Nishikori, Tennis (0-0-1)
Rio de Janeiro 2016: Bronze, Einzel Männer
- Tetsuo Nishimoto, Volleyball (1-0-0)
München 1972: Gold, Männer
- Motoki Nishimura, Judo (0-0-1)
München 1972: Bronze, Schwergewicht Männer
- Takafumi Nishitani, Shorttrack (1-0-0)
Nagano 1998: Gold, 500 m Männer
- Momiji Nishiya, Skateboard (1-0-0)
Tokio 2020: Gold, Street Frauen
- Kazutaka Nishiyama, Baseball (0-0-1)
Barcelona 1992: Bronze, Männer
- Masashi Nishiyama, Judo (0-0-1)
London 2012: Bronze, Mittelgewicht Männer
- Rei Nishiyama, Softball (1-0-0)
Peking 2008: Gold, Frauen
- Kōki Niwa, Tischtennis (0-1-1)
Rio de Janeiro 2016: Silber, Team Männer
Tokio 2020: Bronze, Team Männer
- Akiyo Noguchi, Sportklettern (0-0-1)
Tokio 2020: Bronze, Kombination Frauen
- Mizuki Noguchi, Leichtathletik (1-0-0)
Athen 2004: Gold, Marathon Frauen
- Yasuhiro Noguchi, Volleyball (1-0-0)
München 1972: Gold, Männer
- Masahiro Nojima, Baseball (0-1-0)
Atlanta 1996: Silber, Männer
- Tadahiro Nomura, Judo (3-0-0)
Atlanta 1996: Gold, Superleichtgewicht Männer
Sydney 2000: Gold, Superleichtgewicht Männer
Athen 2004: Gold, Superleichtgewicht Männer
- Toyokazu Nomura, Judo (1-0-0)
München 1972: Gold, Halbmittelgewicht Männer
- Miho Nonaka, Sportklettern (0-1-0)
Tokio 2020: Silber, Frauen
- Seiki Nose, Judo (0-0-1)
Los Angeles 1984: Bronze, Mittelgewicht Männer

### O
- Hitomi Obara, Ringen (1-0-0)
London 2012: Gold, Freistil Fliegengewicht Frauen
- Mikio Oda, Leichtathletik (1-0-0)
Antwerpen 1928: Gold, Dreisprung Männer
- Emiko Odaka, Volleyball (0-0-1)
Los Angeles 1984: Bronze, Frauen
- Sueo Ōe, Leichtathletik (0-0-1)
Berlin 1936: Bronze, Stabhochsprung Männer
- Hirotaka Okada, Judo (0-0-1)
Barcelona 1992: Bronze, Mittelgewicht Männer
- Keiju Okada, Segeln (0-1-0)
Tokio 2024: Silber, 470er Mixed
- Michihiro Ogasawara, Baseball (0-0-1)
Athen 2004: Bronze, Männer
- Naoya Ogawa, Judo (0-1-0)
Barcelona 1992: Silber, Schwergewicht Männer
- Aritatsu Ogi, Fußball (0-0-1)
Mexiko-Stadt 1968: Bronze, Männer
- Yūki Ōgimi, Fußball (0-1-0)
London 2012: Silber, Männer
- Kenji Ogiwara, Nordische Kombination (2-0-0)
Albertville 1992: Gold, Teamwettbewerb
Lillehammer 1994: Gold, Teamwettbewerb
- Yui Ōhashi, Schwimmen (2-0-0)
Tokio 2020: Gold, 200 m Lagen Frauen
Tokio 2020: Gold, 400 m Lagen Frauen
- Yūdai Ōno, Baseball (1-0-0)
Tokio 2020: Gold, Männer
- Sumie Oinuma, Volleyball (0-2-0)
Mexiko-Stadt 1968: Silber, Frauen
München 1972: Silber, Frauen
- Yoshiaki Ōiwa
auf „Mgh Grafton Street“, Reiten (0-0-1)
Paris 2024: Bronze, Vielseitigkeit Team
- Shinnosuke Oka, Turnen (3-0-1)
Paris 2024: Gold, Teammehrkampf Männer
Paris 2024: Gold, Einzelmehrkampf Männer
Paris 2024: Gold, Reck Männer
Paris 2024: Bronze, Barren Männer
- Takanobu Okabe, Ski Nordisch (1-1-0)
Lillehammer 1994: Silber, Teamspringen
Nagano 1998: Gold, Teamspringen
- Yukiaki Okabe, Schwimmen (0-0-1)
Tokio 1964: Bronze, 4 × 200 m Freistil Männer
- Teruichi Okamura, Turnen (1-0-0)
München 1972: Gold, Teamehrkampf Männer
- Mariko Okamoto, Volleyball (1-1-0)
München 1972: Silber, Frauen
Montreal 1976: Gold, Frauen
- Yoriko Okamoto, Taekwondo (0-0-1)
Sydney 2000: Bronze, Mittelgewicht Frauen
- Isao Okano, Judo (1-0-0)
Tokio 1964: Gold, Halbmittelgewicht Männer
- Tomomi Okazaki, Eisschnelllauf (0-0-1)
Nagano 1998: Bronze, 500 m Frauen
- Makoto Okiguchi, Turnen (0-1-0)
Peking 2008: Silber, Teammehrkampf Männer
- Seiji Oko, Volleyball (1-1-0)
Mexiko-Stadt 1968: Silber, Männer
München 1972: Gold, Männer
- Monica Okoye, Basketball (0-1-0)
Tokio 2020: Silber, Frauen
- Nozomi Okuhara, Badminton (0-0-1)
Rio de Janeiro 2016: Bronze, Einzel Frauen
- Hideaki Ōkubo, Baseball (0-1-0)
Atlanta 1996: Silber, Männer
- Yoshihiro Okumura, Schwimmen (0-0-1)
Athen 2004: Bronze, 4 × 100 m Lagen Männer
- Fumiko Okuno, Synchronschwimmen (0-0-2)
Barcelona 1992: Bronze, Duett
Barcelona 1992: Bronze, Solo
- Kano Omata, Synchronschwimmen (0-0-1)
Rio de Janeiro 2016: Bronze, Gruppe
- Junko Ōnishi, Schwimmen (0-0-1)
Sydney 2000: Bronze, 4 × 100 m Lagen Frauen
- Hitoshi Ono, Baseball (0-1-0)
Atlanta 1996: Silber, Männer
- Kiyoko Ono, Turnen (0-0-1)
Tokio 1964: Bronze, Teammehrkampf Frauen
- Shinobu Ōno, Fußball (0-1-0)
London 2012: Silber, Frauen
- Shōhei Ōno, Judo (2-1-0)
Rio de Janeiro 2016: Gold, Leichtgewicht Männer
Tokio 2020: Gold, Leichtgewicht Männer
Tokio 2020: Silber, Team Mixed
- Takashi Ono, Turnen (5-4-4)
Helsinki 1952: Bronze, Pferdsprung Männer
Melbourne 1956: Silber, Einzelmehrkampf Männer
Melbourne 1956: Silber, Teammehrkampf Männer
Melbourne 1956: Bronze, Barren Männer
Melbourne 1956: Gold, Reck Männer
Melbourne 1956: Silber, Seitpferd Männer
Rom 1960: Gold, Teammehrkampf Männer
Rom 1960: Silber, Einzelmehrkampf Männer
Rom 1960: Bronze, Barren Männer
Rom 1960: Gold, Reck Männer
Rom 1960: Gold, Pferdsprung Männer
Rom 1960: Bronze, Ringe Männer
Tokio 1964: Gold, Teammehrkampf Männer
- Aiko Onozawa, Volleyball (0-1-0)
Mexiko-Stadt 1968: Silber, Frauen
- Ayana Onozuka, Freestyle-Skiing (0-0-1)
Sotschi 2014: Bronze, Halfpipe Frauen
- Yoshihiko Ōsaki, Schwimmen (0-1-1)
Rom 1960: Silber, 200 m Brust Männer
Rom 1960: Bronze, 4 × 100 m Lagen Männer
- Akinobu Ōsako, Judo (0-0-1)
Seoul 1988: Bronze, Mittelgewicht Männer
- Kenkichi Ōshima, Leichtathletik (0-0-1)
Los Angeles 1932: Bronze, Dreisprung Männer
- Kōichi Ōshima, Baseball (0-0-1)
Barcelona 1992: Bronze, Männer
- Akira Ōta, Ringen (0-2-0)
Los Angeles 1984: Silber, Freistil Halbschwergewicht Männer
Seoul 1988: Silber, Freistil Halbschwergewicht Männer
- Shinobu Ōta, Ringen (0-1-0)
Rio de Janeiro 2016: Silber, Griechisch-römisch Bantamgewicht Männer
- Takuya Ōta, Ringen (0-0-1)
Atlanta 1996: Bronze, Freistil Weltergewicht Männer
- Yūki Ōta, Fechten (0-2-0)
Peking 2008: Silber, Florett Einzel Männer
London 2012: Silber, Florett Team Männer
- Sachiko Otani, Volleyball (0-0-1)
Los Angeles 1984: Bronze, Frauen
- Takuto Otoguro, Ringen (1-0-0)
Tokio 2020: Gold, Freistil Leichtgewicht Männer
- Masushi Ōuchi, Gewichtheben (0-1-1)
Tokio 1964: Bronze, Mittelgewicht Männer
Mexiko-Stadt 1968: Silber, Mittelgewicht Männer
- Tsutomu Ōyokota, Schwimmen (0-0-1)
Los Angeles 1932: bronze, 400 m Freistil Männer
- Nonoka Ozaki, Ringen (0-0-1)
Paris 2024: Bronze, Freistil Halbschwergewicht Frauen
- Seri Ozaki, Fechten (0-0-1)
Paris 2024: Bronze, Säbel Team Frauen

### S
- Tokuhei Sada, Schwimmen (0-1-0)
Antwerpen 1928: Silber, 4 × 200 m Freistil Männer
- Yasuyuki Saigō, Baseball (0-1-0)
Atlanta 1996: Silber, Männer
- Hiroya Saitō, Ski Nordisch (1-0-0)
Nagano 1998: Gold, Teamspringen
- Hitoshi Saitō, Judo (2-0-0)
Los Angeles 1984: Gold, Schwergewicht Männer
Seoul 1988: Gold, Schwergewicht Männer
- Ikuzo Saito, Ringen (0-0-1)
Los Angeles 1984: Bronze, Griechisch-römisch Papiergewicht Männer
- Tatsuru Saitō, Judo (0-1-0)
Paris 2024: Silber, Team Mixed
- Hiroko Sakai, Softball (1-0-1)
Athen 2004: Bronze, Frauen
Peking 2008: Gold, Frauen
- Yoshio Sakai, Hockey (0-1-0)
Los Angeles 1932: Silber, Männer
- Hiroyuki Sakaguchi, Baseball (0-0-1)
Barcelona 1992: Bronze, Männer
- Mizuho Sakaguchi, Fußball (0-1-0)
London 2012: Silber, Frauen
- Masato Sakai, Schwimmen (0-1-0)
Rio de Janeiro 2016: Silber, 200 m Schmetterling Männer
- Hayato Sakamoto, Baseball (1-0-0)
Tokio 2020: Gold, Männer
- Kaori Sakamoto, Eiskunstlauf (0-1-1)
Peking 2022: Silber, Teamwettbewerb
Peking 2022: Bronze, Einzel Frauen
- Kōki Sakamoto, Turnen (0-1-0)
Peking 2008: Silber, Teammehrkampf Männer
- Naoko Sakamoto, Softball (0-0-1)
Athen 2004: Bronze, Frauen
- Tsutomu Sakamoto, Radsport (0-0-1)
Los Angeles 1984: Bronze, Sprint Männer
- Yōko Sakane, Judo (0-0-1)
Barcelona 1992: Bronze, Schwergewicht Frauen
- Takao Sakurai, Boxen (1-0-0)
Tokio 1964: Gold, Bantamgewicht Männer
- Tsugumi Sakurai, Ringen (1-0-0)
Paris 2024: Gold, Weltergewicht Frauen
- Haruka Saito, Softball (0-1-1)
Sydney 2000: Silber, Frauen
Athen 2004: Bronze, Frauen
- Aya Sameshima, Fußball (0-1-0)
London 2012: Silber, Frauen
- Setsuko Sasaki, Volleyball (1-0-0)
Tokio 1964: Gold, Frauen
- Shōzō Sasahara, Ringen (1-0-0)
Melbourne 1956: Gold, Freistil Federgewicht Männer
- Ayano Satō, Eisschnelllauf (1-1-0)
Pyeongchang 2018: Gold, Teamverfolgung Frauen
Peking 2022: Silber, Teamverfolgung Frauen
- Hisayoshi Satō, Schwimmen (0-0-1)
Peking 2008: Bronze, 4 × 100 m Lagen Männer
- Mitsuru Satō, Ringen (1-0-0)
Seoul 1988: Gold, Freistil Fliegengewicht Männer
- Shin’ichi Satō, Baseball (0-0-1)
Barcelona 1992: Bronze, Männer
- Rie Satō, Softball (1-0-1)
Athen 2004: Bronze, Frauen
Peking 2008: Gold, Frauen
- Taishū Satō, Moderner Fünfkampf (0-1-0)
Tokio 2024: Silber, Männer
- Tetsuo Satō, Volleyball (1-1-0)
Mexiko-Stadt 1968: Silber, Männer
München 1972: Gold, Männer
- Tomoaki Satō, Baseball (0-1-0)
Atlanta 1996: Silber, Männer
- Toshiharu Satō, Turnen (0-0-1)
Seoul 1988: Bronze, Teammehrkampf Männer
- Yasuhiro Satō, Baseball (0-0-1)
Barcelona 1992: Bronze, Männer
- Yasutaka Satō, Volleyball (0-0-1)
Tokio 1964: Bronze, Männer
- Yuki Sato, Softball (0-0-1)
Athen 2004: Bronze, Frauen
- Tae Satoya, Freestyle-Skiing (1-0-1)
Nagano 1998: Gold, Buckelpiste Frauen
Salt Lake City 2002: Bronze, Buckelpiste Frauen
- Homare Sawa, Fußball (0-1-0)
London 2012: Silber, Frauen
- Kashio Seiichirō, Tennis (0-1-0)
Antwerpen 1920: Silber, Doppel Männer
- Kazuto Seki, Segeln (0-0-1)
Athen 2004: Bronze, 470er Männer
- Shinobu Sekine, Judo (1-0-0)
München 1972: Gold, Mittelgewicht Männer
- Koudai Senga, Baseball (1-0-0)
Tokio 2020: Gold, Männer
- Daiya Seto, Schwimmen (0-0-1)
Rio de Janeiro 2016: Bronze, 400 m Lagen Männer
- Ai Shibata, Schwimmen (1-0-0)
Athen 2004: Gold, 800 m Freistil Frauen
- Katsumi Shibata, Hockey (0-1-0)
Los Angeles 1932: Silber, Männer
- Ayano Shibuki, Volleyball (1-0-0)
Tokio 1964: Gold, Frauen
- Yumiko Shige, Segeln (0-1-0)
Atlanta 1996: Silber, 470er Frauen
- Takaaki Sugino, Turnen (1-0-0)
Paris 2024: Gold, Teammehrkampf Männer
- Shigeo Sugiura, Schwimmen (1-0-0)
Berlin 1936: Gold, 4 × 200 m Freistil Männer
- Takahiro Shikine, Fechten (1-0-0)
Paris 2024: Gold, Florett Team Männer
- Seiko Shimakage, Volleyball (0-1-0)
München 1972: Silber, Frauen
- Kenji Shimaoka, Volleyball (1-1-0)
Mexiko-Stadt 1968: Silber, Männer
München 1972: Gold, Männer
- Hiroyasu Shimizu, Eisschnelllauf (1-1-1)
Nagano 1998: Gold, 500 m Männer
Nagano 1998: Bronze, 1000 m Männer
Salt Lake City 2002: Silber, 500 m Männer
- Keigo Shimizu, Schwimmen (0-0-1)
Rom 1960: Bronze, 4 × 100 m Lagen Männer
- Kiyou Shimizu, Karate (0-1-0)
Tokio 2020: Silber, Kata Frauen
- Naoyuki Shimizu, Baseball (0-0-1)
Athen 2004: Bronze, Männer
- Reruhi Shimizu, Skispringen (0-0-1)
Sotschi 2014: Bronze, Teamspringen
- Satoshi Shimizu, Boxen (0-0-1)
London 2012: Bronze, Bantamgewicht Männer
- Shinichi Shinohara, Judo (0-1-0)
Sydney 2000: Silber, Schwergewicht Männer
- Yōko Shinozaki, Volleyball (1-0-0)
Tokio 1964: Gold, Frauen
- Michiko Shiokawa, Volleyball (0-1-0)
München 1972: Silber, Frauen
- Mamoru Shiragami, Volleyball (0-1-0)
Mexiko-Stadt 1968: Silber, Männer
- Kenzō Shirai, Turnen (1-0-1)
Rio de Janeiro 2016: Gold, Teammehrkampf Männer
Rio de Janeiro 2016: Bronze, Pferdsprung Männer
- Takako Shirai, Volleyball (1-1-0)
München 1972: Silber, Frauen
Montreal 1976: Gold, Frauen
- Kunie Shishikura, Volleyball (0-1-0)
Mexiko-Stadt 1968: Silber, Frauen
- Toshio Shōji, Schwimmen (0-0-1)
Tokio 1964: Bronze, 4 × 200 m Freistil Männer
- Nan Shōryū, Leichtathletik (0-0-1)
Berlin 1936: Bronze, Marathon Männer
- Akio Sohda, Hockey (0-1-0)
Los Angeles 1932: Silber, Männer
- Mika Someya, Softball (1-0-0)
Peking 2008: Gold, Frauen
- Akira Sone, Judo (1-2-0)
Tokio 2020: Gold, Schwergewicht Frauen
Tokio 2020: Silber, Team Mixed
Paris 2024: Silber, Team Mixed
- Isamu Sonoda, Judo (1-0-0)
Montreal 1976: Gold, Mittelgewicht Männer
- Kōji Sotomura, Turnen (0-0-2)
Los Angeles 1984: Bronze, Teammehrkampf Männer
Los Angeles 1984: Bronze, Boden Männer
- Shingo Suetsugu, Leichtathletik (0-1-0)
Peking 2008: Silber, 4 × 100 m Männer
- Sadatoshi Sugahara, Volleyball (0-0-1)
Tokio 1964: Bronze, Männer
- Yasaburo Sugawara, Ringen (0-0-1)
Montreal 1976: Bronze, Freistil Leichtgewicht Männer
- Mika Sugimoto, Judo (0-1-0)
London 2012: Silber, Schwergewicht Frauen
- Masanori Sugiura, Baseball (0-1-1)
Barcelona 1992: Bronze, Männer
Atlanta 1996: Silber, Männer
- Kayoko Sugiyama, Volleyball (0-0-1)
Los Angeles 1984: Bronze, Frauen
- Kento Sugiyama, Baseball (0-0-1)
Barcelona 1992: Bronze, Männer
- Ryuchi Sugiyama, Fußball (0-0-1)
Mexiko-Stadt 1968: Bronze, Männer
- Yui Susaki, Ringen (1-0-1)
Tokio 2020: Gold, Freistil Fliegengewicht Frauen
Paris 2024: Bronze, Freistil Fliegengewicht Frauen
- Daichi Suzuki, Schwimmen (1-0-0)
Seoul 1988: Gold, 100 m Rücken Männer
- Emiko Suzuki, Synchronschwimmen (0-1-1)
Athen 2004: Silber, Gruppe
Peking 2008: Silber, Duett
- Keiji Suzuki, Judo (1-0-0)
Athen 2004: Gold, Schwergewicht Männer
- Hiroshi Suzuki, Schwimmen (0-2-0)
Helsinki 1952: Silber, 100 m Freistil Männer
Helsinki 1952: Silber, 4 × 200 m Freistil Männer
- Satomi Suzuki, Schwimmen (0-1-2)
London 2012: Bronze, 100 m Brust Frauen
London 2012: Silber, 200 m Brust Frauen
London 2012: Bronze, 4 × 100 m Lagen Frauen
- Seiya Suzuki, Baseball (1-0-0)
Tokio 2020: Gold, Männer
- Yūmi Suzuki, Curling (0-1-0)
Peking 2022: Silber, Frauen

### T
- Maki Tabata, Eisschnelllauf (0-1-0)
Vancouver 2010: Silber, Teamverfolgung Frauen
- Miya Tachibana, Synchronschwimmen (0-4-1)
Atlanta 1996: Bronze, Gruppe
Sydney 2000: Silber, Duett
Sydney 2000: Silber, Gruppe
Athen 2004: Silber, Duett
Athen 2004: Silber, Gruppe
- Haruka Tachimoto, Judo (1-0-0)
Rio de Janeiro 2016: Gold, Mittelgewicht Frauen
- Masaharu Taguchi, Schwimmen (1-0-0)
Berlin 1936: Gold, 4 × 200 m Freistil Männer
- Nobutaka Taguchi, Schwimmen (1-0-1)
München 1972: Gold, 100 m Brust Männer
München 1972: Bronze, 200 m Brust Männer
- Kaima Taira, Baseball (1-0-0)
Tokio 2020: Gold, Männer
- Naoto Tajima, Leichtathletik (1-0-1)
Berlin 1936: Gold, Dreisprung Männer
Berlin 1936: Bronze, Weitsprung Männer
- Yasuko Tajima, Schwimmen (0-1-0)
Sydney 2000: Silber, 400 m Lagen Frauen
- Takayuki Takabayashi, Baseball (0-1-0)
Atlanta 1996: Silber, Männer
- Maki Takada, Basketball (0-1-0)
Tokio 2020: Silber, Frauen
- Yūji Takada, Ringen (1-0-1)
Montreal 1976: Gold, Freistil Fliegengewicht Männer
Los Angeles 1984: Bronze, Freistil Fliegengewicht Männer
- Miho Takagi, Eisschnelllauf (2-4-0)
Pyeongchang 2018: Silber, 1000 m Frauen
Pyeongchang 2018 Silber, 1500 m Frauen
Pyeongchang 2018: Gold, Teamverfolgung Frauen
Peking 2022: Gold, 1000 m Frauen
Peking 2022: Silber, 1500 m Frauen
Peking 2022: Silber, Teamverfolgung Frauen
- Nana Takagi, Eisschnelllauf (2-1-0)
Pyeongchang 2018: Gold, Teamverfolgung Frauen
Pyeongchang 2018: Gold, Massenstart Frauen
Peking 2022: Silber, Teamverfolgung Frauen
- Ayaka Takahashi, Badminton (1-0-0)
Rio de Janeiro 2016: Gold, Doppel Frauen
- Daisuke Takahashi, Eiskunstlauf (0-0-1)
Vancouver 2010: Bronze, Männer
- Eiki Takahashi, Leichtathletik (0-0-1)
Tokio 2020: Bronze, 20 km Gehen Männer
- Kaori Takahashi, Synchronschwimmen (0-0-1)
Atlanta 1996: Bronze, Gruppe
- Naoko Takahashi, Leichtathletik (1-0-0)
Sydney 2000: Gold, Marathon Frauen
- Yoshinobu Takahashi, Baseball (0-0-1)
Athen 2004: Bronze, Männer
- Shinji Takahira, Leichtathletik (0-1-0)
Peking 2008: Silber, 4 × 100 m Männer
- Katsuo Takaishi, Schwimmen (0-1-1)
Antwerpen 1928: Bronze, 100 m Freistil Männer
Antwerpen 1928: Silber, 4 × 200 m Freistil Männer
- Yasunori Takami, Baseball (0-0-1)
Barcelona 1992: Bronze, Männer
- Sara Takanashi, Skispringen (0-0-1)
Pyeongchang 2018: Bronze, Normalschanze Frauen
- Megumi Takase, Fußball (0-1-0)
London 2012: Silber, Frauen
- Risa Takashima, Fechten (0-0-1)
Paris 2024: Bronze, Säbel Team Frauen
- Daichi Takatani, Ringen (0-1-0)
Tokio 2024: Silber, Freistil Weltergewicht Männer
- Naohisa Takato, Judo (1-0-1)
Rio de Janeiro 2016: Bronze, Superleichtgewicht Männer
Tokio 2020: Gold, Superleichtgewicht Männer
- Aki Takayama, Synchronschwimmen (0-0-1)
Barcelona 1992: Bronze, Duett
- Juri Takayama, Softball (0-1-1)
Sydney 2000: Silber, Frauen
Athen 2004: Bronze, Frauen
- Rika Takayama, Judo (0-1-0)
Paris 2024: Silber, Team Mixed
- Suzue Takayama, Volleyball (0-1-0)
Mexiko-Stadt 1968: Silber, Frauen
- Shoko Takayanagi, Volleyball (1-0-0)
Montreal 1976: Gold, Frauen
- Miho Takeda, Synchronschwimmen (0-4-1)
Atlanta 1996: Bronze, Gruppe
Sydney 2000: Silber, Duett
Sydney 2000: Silber, Gruppe
Athen 2004: Silber, Duett
Athen 2004: Silber, Gruppe
- Masao Takemoto, Turnen (1-3-3)
Helsinki 1952: Silber, Pferdsprung Männer
Melbourne 1956: Silber, Teammehrkampf Männer
Melbourne 1956: Bronze, Barren Männer
Melbourne 1956: Bronze, Reck Männer
Melbourne 1956: Bronze, Ringe Männer
Rom 1960: Gold, Teammehrkampf Männer
Rom 1960: Silber, Reck Männer
- Taku Takeuchi, Skispringen (0-0-1)
Sotschi 2014: Bronze, Teamspringen
- Tomoka Takeuchi, Snowboard (0-1-0)
Sotschi 2014: Silber, Parallel-Riesenslalom Frauen
- Makoto Takimoto, Judo (1-0-0)
Sydney 2000: Gold, Halbmittelgewicht Männer
- Rikuto Tamai, Wasserspringen (0-1-0)
Tokio 2024: Silber, 10 m Turmspringen Männer
- Hiroko Tamoto, Softball (0-1-0)
Sydney 2000: Silber, Frauen
- Chikara Tanabe, Ringen (0-0-1)
Athen 2004: Bronze, Freistil Bantamgewicht Männer
- Kiyoshi Tanabe, Boxen (0-1-0)
Rom 1960: Silber, Fliegengewicht Männer
- Yōko Tanabe, Judo (0-2-0)
Barcelona 1992: Silber, Halbschwergewicht Frauen
Atlanta 1996: Silber, Halbschwergewicht Frauen
- Asuna Tanaka, Fußball (0-1-0)
London 2012: Silber, Frauen
- Junko Tanaka, Synchronschwimmen (0-0-1)
Atlanta 1996: Bronze, Gruppe
- Kazuhito Tanaka, Turnen (0-1-0)
London 2012: Silber, Teammehrkampf Männer
- Masahiro Tanaka, Baseball (1-0-0)
Tokio 2020: Gold, Männer
- Masami Tanaka, Schwimmen (0-0-1)
Sydney 2000: Bronze, 4 × 100 m Lagen Frauen
- Miyako Tanaka, Synchronschwimmen (0-0-1)
Seoul 1988: Bronze, Duett
- Ryōmei Tanaka, Boxen (0-0-1)
Tokio 2020: Bronze, Fliegengewicht Männer
- Satoko Tanaka, Schwimmen (0-0-1)
Rom 1960: Bronze, 100 m Rücken Frauen
- Toshiyuki Tanaka
auf „Jefferson“, Reiten (0-0-1)
Paris 2024: Bronze, Vielseitigkeit Team
- Yūsuke Tanaka, Turnen (1-1-0)
London 2012: Silber, Teammehrkampf Männer
Rio de Janeiro 2016: Gold, Teammehrkampf Männer
- Ryōko Tamura, Judo (2-2-1)
Barcelona 1992: Silber, Superleichtgewicht Frauen
Atlanta 1996: Silber, Superleichtgewicht Frauen
Sydney 2000: Gold, Superleichtgewicht Frauen
Athen 2004: Gold, Superleichtgewicht Frauen
Peking 2008: Bronze, Superleichtgewicht Frauen
- Yoshitomo Tani, Baseball (0-1-1)
Atlanta 1996: Silber, Männer
Athen 2004: Bronze, Männer
- Kinuko Tanida, Volleyball (1-0-0)
Tokio 1964: Gold, Frauen
- Wataru Tanigawa, Turnen (1-1-0)
Tokio 2020: Silber, Teammehrkampf Männer
Paris 2024: Gold, Teammehrkampf Männer
- Teijirō Tanikawa, Schwimmen (0-1-0)
Helsinki 1952: Silber, 4 × 200 m Freistil Männer
- Ayumi Tanimoto, Judo (2-0-0)
Athen 2004: Gold, Halbmittelgewicht Frauen
Peking 2008: Gold, Halbmittelgewicht Frauen
- Miku Tashiro, Judo (0-2-0)
Tokio 2020: Silber, Team Mixed
Paris 2024: Silber, Team Mixed
- Ryō Tateishi, Schwimmen (0-0-1)
London 2012: Bronze, 200 m Brust Männer
- Chiyori Tateno, Judo (0-0-1)
Barcelona 1992: Bronze, Leichtgewicht Frauen
- Juri Tatsumi, Synchronschwimmen (0-2-0)
Sydney 2000: Silber, Gruppe
Athen 2004: Silber, Gruppe
- Noboru Terada, Schwimmen (1-0-0)
Berlin 1936: Gold, 1500 m Freistil Männer
- Aya Terakawa, Schwimmen (0-0-2)
London 2012: Bronze, 100 m Rücken Frauen
London 2012: Bronze, 4 × 100 m Lagen Frauen
- Nanaka Todo, Basketball (0-1-0)
Tokio 2020: Silber, Frauen
- Kenjirō Todoroki, Segeln (0-0-1)
Athen 2004: Bronze, 470er Männer
- Akihiro Togō, Baseball (0-0-1)
Barcelona 1992: Bronze, Männer
- Kōji Tokunaga, Baseball (0-0-1)
Barcelona 1992: Bronze, Männer
- Hiroyuki Tomita, Turnen (1-2-0)
Athen 2004: Gold, Teammehrkampf Männer
Athen 2004: Silber, Barren Männer
Peking 2008: Silber, Teammehrkampf Männer
- Kazuo Tomita, Schwimmen (0-0-1)
Rom 1960: Bronze, 4 × 100 m Lagen Männer
- Sena Tomita, Freestyle-Skiing (0-0-1)
Peking 2022: Bronze, Halfpipe Frauen
- Hideaki Tomiyama, Ringen (1-0-0)
Los Angeles 1984: Gold, Freistil Bantamgewicht Männer
- Kazuma Tomoto
auf „Vinci De La Vigne“, Reiten (0-0-1)
Paris 2024: Bronze, Vielseitigkeit Team
- Funa Tonaki, Judo (0-1-0)
Tokio 2020: Silber, Superleichtgewicht Frauen
- Eri Tōsaka, Ringen (1-0-0)
Rio de Janeiro 2016: Gold, Fliegengewicht Frauen
- Hisakichi Toyoda, Schwimmen (1-0-0)
Los Angeles 1932: Gold, 4 × 200 m Freistil Männer
- Kōkichi Tsuburaya, Leichtathletik (0-0-1)
Tokio 1964: Bronze, Marathon Männer
- Hiroko Tsuji, Turnen (0-0-1)
Tokio 1964: Bronze, Teammehrkampf Frauen
- Maki Tsukada, Judo (1-1-0)
Athen 2004: Gold, Schwergewicht Frauen
Peking 2008: Silber, Schwergewicht Frauen
- Mitsuo Tsukahara, Turnen (5-1-3)
Mexiko-Stadt 1968: Gold, Teammehrkampf Männer
München 1972: Gold, Teamehrkampf Männer
München 1972: Bronze, Ringe Männer
München 1972: Gold, Reck Männer
Montreal 1976: Gold, Teammehrkampf Männer
Montreal 1976: Bronze, Einzelmehrkampf Männer
Montreal 1976: Bronze, Barren Männer
Montreal 1976: Silber, Pferdsprung Männer
Montreal 1976: Gold, Reck Männer
- Naoki Tsukahara, Leichtathletik (0-1-0)
Peking 2008: Silber, 4 × 100 m Männer
- Naoya Tsukahara, Turnen (1-0-0)
Athen 2004: Gold, Teammehrkampf Männer
- Shinsaku Tsukawaki, Turnen (0-1-0)
Melbourne 1956: Silber, Teammehrkampf Männer
- Natsumi Tsunoda, Judo (1-1-0)
Paris 2024: Gold, Superleichtgewicht Frauen
Paris 2024: Silber, Team Mixed
- Shūji Tsurumi, Turnen (2-3-1)
Rom 1960: Gold, Teammehrkampf Männer
Rom 1960: Bronze, Seitpferd Männer
Tokio 1964: Gold, Teammehrkampf Männer
Tokio 1964: Silber, Einzelmehrkampf Männer
Tokio 1964: Silber, Barren Männer
Tokio 1964: Silber, Seitpferd Männer
- Yoshiyuki Tsuruta, Schwimmen (2-0-0)
Antwerpen 1928: Gold, 200 m Brust Männer
Los Angeles 1932: Gold, 200 m Brust Männer
- Amuro Tsuzuki, Surfen (0-0-1)
Tokio 2020: Bronze, Shortboard Frauen
- Takeshi Tukotomi, Volleyball (0-0-1)
Tokio 1964: Bronze, Männer

### U
- Kōhei Uchimura, Turnen (3-4-0)
Peking 2008: Silber, Teammehrkampf Männer
Peking 2008: Silber, Einzelmehrkampf Männer
London 2012: Silber, Teammehrkampf Männer
London 2012: Gold, Einzelmehrkampf Männer
London 2012: Silber, Boden Männer
Rio de Janeiro 2016: Gold, Einzelmehrkampf Männer
Rio de Janeiro 2016: Gold, Teammehrkampf Männer
- Masato Uchishiba, Judo (2-0-0)
Athen 2004: Gold, Halbleichtgewicht Männer
Peking 2008: Gold, Halbleichtgewicht Männer
- Haruka Ueda, Schwimmen (0-0-1)
London 2012: Bronze, 4 × 100 m Lagen Frauen
- Kōji Uehara, Baseball (0-0-1)
Athen 2004: Bronze, Männer
- Hitoshi Uematsu, Shorttrack (0-0-1)
Nagano 1998: Bronze, 500 m Männer
- Haruki Uemura, Judo (1-0-0)
Montreal 1976: Gold, Offene Klasse Männer
- Masae Ueno, Judo (2-0-0)
Athen 2004: Gold, Mittelgewicht Frauen
Peking 2008: Gold, Mittelgewicht Frauen
- Yoshie Ueno, Judo (0-0-1)
London 2012: Bronze, Halbmittelgewicht Frauen
- Yūka Ueno, Fechten (0-0-1)
Paris 2024: Bronze, Florett Team Frauen
- Yukiko Ueno, Softball (2-0-1)
Athen 2004: Bronze, Frauen
Peking 2008: Gold, Frauen
Tokio 2020: Gold, Frauen
- Tadao Uesako, Turnen (0-1-1)
Helsinki 1952: Silber, Boden Männer
Helsinki 1952: Bronze, Pferdsprung Männer
- Yōjirō Uetake, Ringen (2-0-0)
Tokio 1964: Gold, Freistil Bantamgewicht Männer
Mexiko-Stadt 1968: Gold, Freistil Bantamgewicht Männer
- Ryūtarō Umeno, Baseball (1-0-0)
Tokio 2020: Gold, Männer
- Shōma Uno, Eiskunstlauf (0-2-1)
Pyeongchang 2018: Silber, Einzel Männer
Peking 2022: Silber, Teamwettbewerb
Peking 2022: Bronze, Einzel Männer
- Toshio Usami, Hockey (0-1-0)
Los Angeles 1932: Silber, Männer
- Shunpei Utō, Schwimmen (0-1-1)
Berlin 1936: Silber, 1500 m Freistil Männer
Berlin 1936: Bronze, 1500 m Freistil Männer
- Reika Utsugi, Softball (0-1-1)
Sydney 2000: Silber, Frauen
Athen 2004: Bronze, Frauen
- Satoru Uyama, Fechten (1-0-0)
Tokio 2020: Gold, Degen Team Männer

### W
- Kazuhiro Wada, Baseball (0-0-1)
Athen 2004: Bronze, Männer
- Kikuo Wada, Ringen (0-1-0)
München 1972: Silber, Freistil Leichtgewicht Männer
- Tsuyoshi Wada, Baseball (0-0-1)
Athen 2004: Bronze, Männer
- Shigeki Wakabayashi, Baseball (0-0-1)
Barcelona 1992: Bronze, Männer
- Akito Watabe, Nordische Kombination (0-2-2)
Sotschi 2014: Silber, Einzel Normalschanze
Pyeongchang 2018: Silber, Einzel Normalschanze
Peking 2022: Bronze, Einzel Großschanze
Peking 2022: Bronze, Team Großschanze
- Yoshito Watabe, Nordische Kombination (0-0-1)
Peking 2022: Bronze, Team Großschanze
- Katsumi Watanabe, Baseball (0-0-1)
Barcelona 1992: Bronze, Männer
- Kazumi Watanabe, Schießen (0-1-0)
Barcelona 1992: Silber, Trap Mixed
- Masashi Watanabe, Fußball (0-0-1)
Mexiko-Stadt 1968: Bronze, Männer
- Osamu Watanabe, Ringen (1-0-0)
Tokio 1964: Gold, Freistil Federgewicht Männer
- Yuta Watanabe, Badminton (0-0-2)
Tokio 2020: Bronze, Doppel Mixed
Paris 2024: Bronze, Doppel Mixed
- Aaron Wolf, Judo (1-2-0)
Tokio 2020: Gold, Halbschwergewicht Männer
Tokio 2020: Silber, Team Mixed
Paris 2024: Silber, Team Mixed

### Y
- Shōhei Yabiku, Ringen (0-0-1)
Tokio 2020: Bronze, Griechisch-römisch Leichtgewicht Männer
- Shigeo Yaegashi, Fußball (0-0-1)
Mexiko-Stadt 1968: Bronze, Männer
- Hirokazu Yagi, Skispringen (0-1-0)
Lake Placid 1980: Silber, Normalschanze Männer
- Kanae Yamabe, Judo (0-0-1)
Rio de Janeiro 2016: Bronze, Schwergewicht Frauen
- Eri Yamada, Softball (2-0-0)
Peking 2008: Gold, Frauen
Tokio 2020: Gold, Frauen
- Masaru Yamada, Fechten (1-1-0)
Tokio 2020: Gold, Degen Team Männer
Paris 2024: Silber, Degen Team Männer
- Miyo Yamada, Softball (0-1-1)
Sydney 2000: Silber, Frauen
Athen 2004: Bronze, Frauen
- Takahiro Yamada, Turnen (0-0-1)
Seoul 1988: Bronze, Teammehrkampf Männer
- Tetsuto Yamada, Baseball (1-0-0)
Tokio 2020: Gold, Männer
- Ryōta Yamagata, Leichtathletik (0-1-0)
Rio de Janeiro 2016: Silber, 4 × 100 m Männer
- Yoshitada Yamaguchi, Fußball (0-0-1)
Mexiko-Stadt 1968: Bronze, Männer
- Noriko Yamaji, Softball (0-1-1)
Sydney 2000: Silber, Frauen
Athen 2004: Bronze, Frauen
- Hiromi Yamamoto, Eisschnelllauf (0-0-1)
Lillehammer 1994: Bronze, 5000 m Frauen
- Hiroshi Yamamoto, Bogenschießen (0-1-1)
Los Angeles 1984: Bronze, Einzel Männer
Athen 2004: Silber, Einzel Männer
- Ryōta Yamamoto, Nordische Kombination (0-0-1)
Peking 2022: Bronze, Team Großschanze
- Takashi Yamamoto, Schwimmen (0-1-1)
Athen 2004: Silber, 200 m Schmetterling Männer
Athen 2004: Bronze, 4 × 100 m Lagen Männer
- Yoshinobu Yamamoto, Baseball (1-0-0)
Tokio 2020: Gold, Männer
- Yōsuke Yamamoto, Judo (0-0-1)
Seoul 1988: Bronze, Halbleichtgewicht Männer
- Yu Yamamoto, Softball (1-0-0)
Tokio 2020: Gold, Frauen
- Kōji Yamamuro, Turnen (1-1-0)
London 2012: Silber, Teammehrkampf Männer
Rio de Janeiro 2016: Gold, Teammehrkampf Männer
- Tsuyoshi Yamanaka, Schwimmen (0-4-0)
Melbourne 1956: Silber, 400 m Freistil Männer
Melbourne 1956: Silber, 1500 m Freistil Männer
Rom 1960: Silber, 400 m Freistil Männer
Rom 1960: Silber, 4 × 200 m Freistil Männer
- Yasuaki Yamasaki, Baseball (1-0-0)
Tokio 2020: Gold, Männer
- Haruhiro Yamashita, Turnen (2-0-0)
Tokio 1964: Gold, Teammehrkampf Männer
Tokio 1964: Gold, Pferdsprung Männer
- Mayumi Yamashita, Judo (0-0-1)
Sydney 2000: Silber, Schwergewicht Frauen
- Noriko Yamashita, Volleyball (0-1-0)
München 1972: Silber, Frauen
- Yasuhiro Yamashita, Judo (1-0-0)
Los Angeles 1984: Gold, Offene Klasse Männer
- Kyoji Yamawaki, Turnen (0-0-1)
Los Angeles 1984: Bronze, Teammehrkampf Männer
- Saki Yamazaki, Softball (1-0-0)
Tokio 2020: Gold, Frauen
- Yaeko Yamazaki, Volleyball (0-1-0)
München 1972: Silber, Frauen
- Hideaki Yanagida, Ringen (1-0-0)
München 1972: Gold, Freistil Bantamgewicht Männer
- Yūki Yanagita, Baseball (1-0-0)
Tokio 2020: Gold, Männer
- Hiromi Yano, Volleyball (1-0-0)
Montreal 1976: Gold, Frauen
- Kyōko Yano, Fußball (0-1-0)
London 2012: Silber, Frauen
- Yuki Yokosawa, Judo (0-1-0)
Athen 2004: Silber, Halbleichtgewicht Frauen
- Tadayoshi Yokota, Volleyball (1-1-0)
Mexiko-Stadt 1968: Silber, Männer
München 1972: Gold, Männer
- Juri Yokoyama, Volleyball (1-0-0)
Montreal 1976: Gold, Frauen
- Kenzō Yokoyama, Fußball (0-0-1)
Mexiko-Stadt 1968: Bronze, Männer
- Takashi Yokoyama, Schwimmen (1-0-0)
Los Angeles 1932: Gold, 4 × 200 m Freistil Männer
- Isao Yoneda, Turnen (1-0-1)
Athen 2004: Gold, Teammehrkampf Männer
Athen 2004: Bronze, Ringe Männer
- Yōko Yoneda, Synchronschwimmen (0-2-0)
Sydney 2000: Silber, Gruppe
Athen 2004: Silber, Gruppe
- Yūko Yoneda, Synchronschwimmen (0-1-0)
Sydney 2000: Silber, Gruppe
- Tatsuhiro Yonemitsu, Ringen (1-0-0)
London 2012: Gold, Freistil Leichtgewicht Männer
- Hiroshi Yoneyama, Schwimmen (0-1-0)
Antwerpen 1928: Silber, 4 × 200 m Freistil Männer
- Chinami Yoshida, Curling (0-1-0)
Peking 2022: Silber, Frauen
- Hidehiko Yoshida, Judo (1-0-0)
Barcelona 1992: Gold, Halbmittelgewicht Männer
- Kurumi Yoshida, Synchronschwimmen (0-0-1)
Rio de Janeiro 2016: Bronze, Gruppe
- Mariko Yoshida, Volleyball (1-0-0)
Montreal 1976: Gold, Frauen
- Masataka Yoshida, Baseball (1-0-0)
Tokio 2020: Gold, Männer
- Saori Yoshida, Ringen (3-1-0)
Athen 2004: Gold, Freistil Leichtgewicht Frauen
Peking 2008: Gold, Freistil Leichtgewicht Frauen
London 2012: Gold, Bantamgewicht Frauen
Rio de Janeiro 2016: Silber, Bantamgewicht Frauen
- Setsuko Yoshida, Volleyball (0-1-0)
Mexiko-Stadt 1968: Silber, Frauen
- Tsukasa Yoshida, Judo (0-1-1)
Tokio 2020: Silber, Team Mixed
Tokio 2020: Bronze, Leichtgewicht Frauen
- Yoshikatsu Yoshida, Ringen (1-0-0)
Tokio 1964: Gold, Freistil Fliegengewicht Männer
- Yurika Yoshida, Curling (0-1-0)
Peking 2022: Silber, Frauen
- Yoshihisa Yoshikawa, Schießen (0-0-2)
Rom 1960: Bronze, Freie Pistole Männer
Tokio 1964: Bronze, Freie Pistole Männer
- Maharu Yoshimura, Tischtennis (0-1-0)
Rio de Janeiro 2016: Silber, Team Männer
- Masahiro Yoshimura, Schwimmen (0-1-0)
Melbourne 1956: Silber, 200 m Brust Männer
- Miho Yoshioka, Segeln (0-1-0)
Tokio 2024: Silber, 470er Mixed
- Coco Yoshizawa, Skateboard (1-0-0)
Paris 2024: Gold, Street Frauen
- Sakura Yosozumi, Skateboard (1-0-0)
Tokio 2020: Gold, Park Frauen
- Ami Yuasa, Breaking (1-0-0)
Paris 2024: Gold, B-Girls
- Ken’ichi Yumoto, Ringen (0-1-0)
Peking 2008: Silber, Freistil Federgewicht Männer
- Shin’ichi Yumoto, Ringen (0-0-1)
London 2012: Bronze, Freistil Bantamgewicht Männer
- Masanori Yusa, Schwimmen (2-0-0)
Los Angeles 1932: Gold, 4 × 200 m Freistil Männer
Berlin 1936: Gold, 4 × 200 m Freistil Männer